# Stará Lysá
Stará Lysá (německy Alt Lisa) je polabská obec v okrese Nymburk ve Středočeském kraji. Leží čtyři kilometry severozápadně od Lysé nad Labem a osm kilometrů jižně od Benátek nad Jizerou. V katastrálním území jsou dva samostatné urbanistické celky (části obce) větší a hlavní Stará Lysá a menší přidružená Čihadla, ležící zhruba dva kilometry severozápadně. Celková výměra katastrálního území je 969 hekatrů. V obci žije 846 obyvatel.
Stará Lysá je společně s Břístvím, Dvorci, Jiřicemi, Lysou nad Labem, Ostrou, Přerovem nad Labem, Semicemi, Starým Vestcem a Stratovem členem dobrovolného sdružení obcí Mikroregion Polabí.

## Historie

### Archeologické nálezy

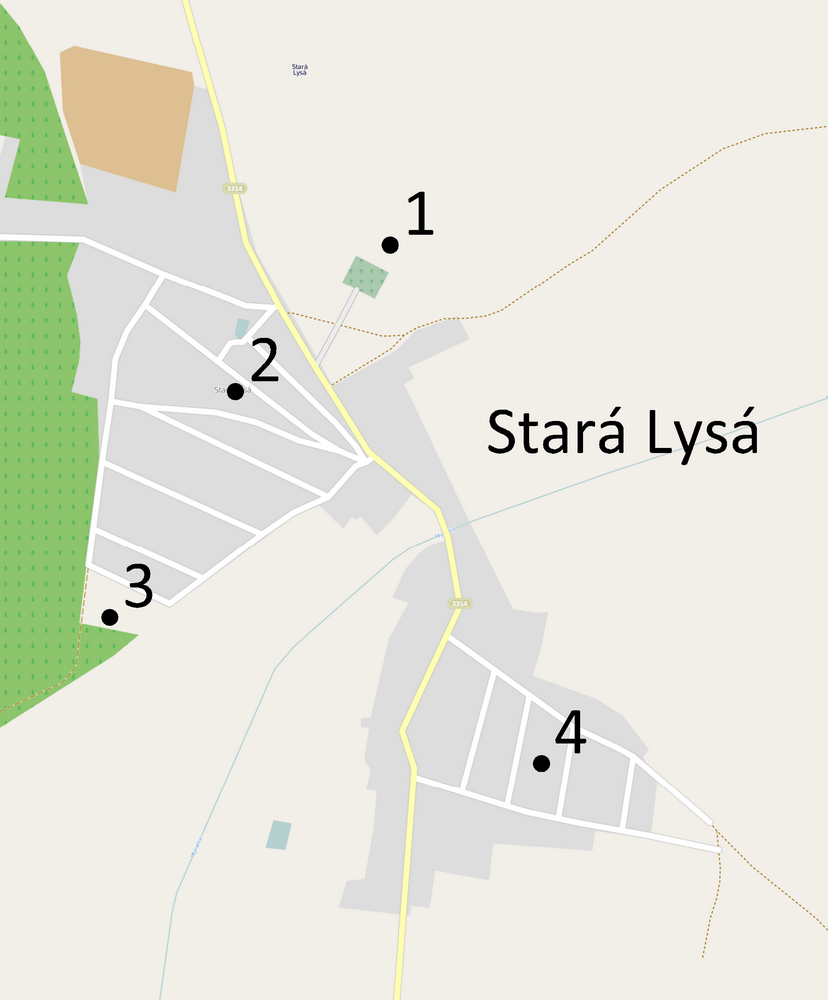
Stará Lysá, archeologická naleziště. 1. tuhové střepiny a vypichovaná keramika v lokalitě "Na Ostrově"; 2. dvě kostry knovízské kultury před domem čp. 18; 3. dehtářská pec v lokalitě "Za Pecí"; 4. tuhové střepiny v lokalitě "Krchovíčko"

Dle evidence Archeologického ústavu Akademie věd ČR (Městské muzeum Čelákovice) jsou na katastru obce Stará Lysá doloženy pouze tři nálezy. První z roku 1947 byl vyhodnocen jako vrcholný středověk, ovšem bez bližšího popisu. Nález u domu č. p. 18, parcela parcelní číslo 55 z roku 1949 podchytil dvě kostry přes sebe napříč položené a lebku z kultury knovízské (asi 1300–950 př. n. l.).
Zatím nejlépe zdokumentovaným nálezem je nález dehtářské pece spolu s jámou, keramikou a zbytky dřeva v lokalitě „Za Pecí“. Nález z roku 1999 je datován do 17. století . Z publikovaných ( ), ale předměty nedoložených nálezů z přelomu 19. a 20. století jsou citovány tuhované střepy (kultura knovízská) a střepy vypichované keramiky (kultura s keramikou vypíchanou cca 5100 – 4400 př. n. l.) z lokality „Na Ostrově“. Zde pak měly být „… v nerovné půdě stopy lidských bydlišť a nalézající se četné střepiny rázu hradišť“. Tuhované střepiny měly být dále nalézány v lokalitě „Krchovíčko“.

### Raný středověk
Nejstarší písemné doklady o Staré Lysé pocházejí z 11. stol., kdy zde byl v roce 1013 na knížecím dvorci vězněn knížetem Oldřichem jeho bratr Jaromír. Následně po Jaromírově smrti knížecí majetek (v té době zahrnoval území dnešních obcí Lysá nad Labem, Litol, Stará Lysá, Čihadla, Stratov, Benátecká Vrutice, Milovice, Mladá) jako výsluhu obdržel zeman Mutiš (Vršovec). Po jeho smrti mělo panství připadnout kapitulnímu kostelu svatého Václava ve Staré Boleslavi, který založil kníže Břetislav. Stará Lysá je výslovně zmíněna v roce 1052 v zakládací listině kapituly staroboleslavské.

### Vrcholný středověk
V blíže neznámé době – se stala Lysá součástí stolního majetku českých královen. Zřejmě i v té době byl knížecí dvorec ze Staré Lysé přeložen do Lysé nad Labem do míst dnešního zámku. Stará Lysá přestala být hlavním správně hospodářským centrem nejspíše kolem roku 1291, kdy královna Guta, manželka Václava II., zavedla v Lysé nad Labem emfyteutický systém. K roku 1293 se vztahuje informace o nejstarším lyském tržišti „sub antiquo foro Lyssa“, které mělo být údajně ve Staré Lysé.
Písemné prameny chybějí, proto lze jen předpokládat, že Stará Lysá dále existovala jako pouhá ves. V letech 1310–1346 byla součástí statků české královny Elišky Přemyslovny. K roku 1346 je vlastníkem Jan Jindřich, vévoda Korutanský, syn Jana Lucemburského. Za Karla IV. drží Lysou (včetně Staré Lysé) Anna Svídnická a to až do roku 1355, kdy jí na Karlovo přání postoupila klášteru augustiniánů na Karlově v Praze. Za Václava IV. se panství Lysá (včetně Staré Lysé) dostává do manského držení, kde je k roku 1389 uveden jako držitel Petr z Vartenberka na Benátkách a Kosti (po jeho smrti pak jeho žena Žofka).

### Pozdní středověk
Ani z této doby se nedochovaly písemné doklady vývoje Staré Lysé či hmotné pozůstatky. Jsou známé jen vztahy majetkové. K roku 1410 nebo 1413 prodala Žofka Lysou Janu mladšímu z Hradce. Ten ji roku 1450 prodal Janu ze Smiřic. Po jeho smrti roku 1478 dostal syn Jaroslav Jindřich Smiřický tvrz, dvůr a ves Milovice, Starou Lysou s rybníkem Starolyským, Osovou (nynější Čihadla), Vrutici (nynější Benáteckou Vrutici) a Mladou (nyní zaniklou obec v prostoru vojenského výcvikového prostoru Milovice – Mladá).

### Po roce 1500

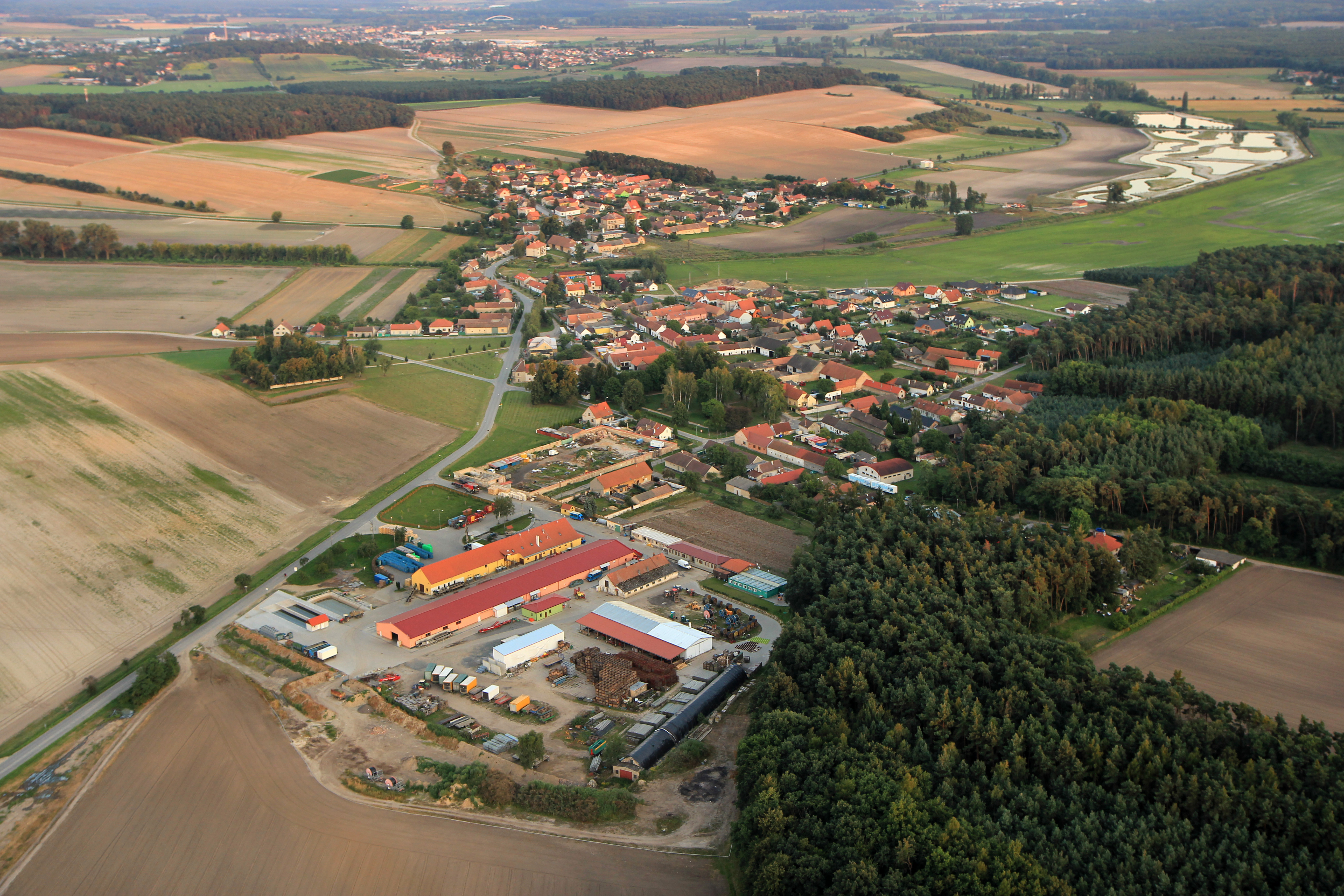
Letecký pohled na obec

Z manského držení se lyské panství dostalo roku 1508, kdy král Vladislav II. nechal panství zapsat do zemských desk jako vlastnictví Smiřických. Roku 1509 odprodal Jaroslav Jindřich Smiřický od lyského panství Starou Lysou (5 sedláků a 2 chalupníci) a Čihadla (2 sedláci a 4 chalupníci) Fridrichovi z Donína. Z dochovaných zápisů o platbě dědičného úroku vyplývá, že Čihadla byla v tu dobu větší a výnosnější osadou. Od roku 1509 je tedy Stará Lysá a Čihadla součástí panství Milovice. K roku 1530 se dochovala zpráva o založení hráze druhého rybníka Hladoměř na hranici mezi lyským a benáteckým panstvím Fridrichem z Donína. Sypání hráze rybníka Hladoměř je až dosud uchováno v pověsti o prokletí pána z Donína. „Ten bude vysvobozen, až se všechna zemina z náspu hráze vrátí na původní místo“. Ve spisu Pavla Stránského „O státě českém“ z roku 1636 se uvádí, že hlavním zdrojem příjmů panství lysého a benáteckého jsou příjmy z rybníků „jež jsou v těchto místech početné a vynikají množstvím chutných kaprů“. Přestože je Fridrich z Donína katolík, má spory s Ferdinandem I. Po smrti Fridricha z Donína roku 1546 Ferdinand I. částečně konfiskuje jeho majetek. Starou Lysou a Čihadla dědí 1. května 1548 syn Jindřich. Od té doby jsou obě osady součástí panství Benátky. Za Jindřicha z Donína je veden spor o příslušnost k farnímu kostelu v Lysé nad Labem. Pán z Donína zakazuje svým poddaným platby desátků lyskému faráři a také jim zakazuje účast na mších v Lysé nad Labem. Naopak podporuje kostel v Benátkách nad Jizerou, píše: „Podací právo ke kostelu lyskému bylo až do sv. Tomáše 1558 ½ lyské a ½ benátecké panství. Od toho data již jen lyské panství“. Spory jsou doloženy např. k rokům 1554, 1556, 1593. Synové Jindřicha prodávají v pondělí po květné neděli (5. dubna) 1599 benátecké panství včetně Staré Lysé a Čihadel za 215 000 kop míšeňských Rudolfu II., který se snaží scelit dosud izolované hospodářské celky do komorního panství Brandýs. Z kupní smlouvy vyplývá, že ve Staré Lysé nebyl panský dvůr, a proto tu nebyla robotní povinnost ani platba naturáliemi. Z dalších archiválií vyplývá, že po přičlenění Staré Lysé ke komornímu panství Brandýs, byli ve Staré Lysé usazeni císařští fořti. Tuto zprávu by mohla dokládat místní povědomost o fořtovně na východním okraji katastrálního území.

### Po třicetileté válce
Není pochyb o tom, že v době třicetileté války celé benátecké panství utrpělo značné ztráty. Z archivních pramenů vyplývá, že osada Čihadla úplně zanikla. Významná změna nastala 2. prosince 1647, kdy celé benátecké panství získal od Ferdinanda III. jako náhradu za válečné výlohy generál Jan de Werth (je zajímavé, že ve stejný den dostal od císaře Ferdinanda III. sousední panství Lysá rovněž jako náhradu za výlohy generál Jan Špork). Jan de Werth byl generál kavalerie španělských Habsburků. Zemřel 12. září 1652. Roku 1654 ještě před vyřešením dědických podílů spadá Stará Lysá s celým benáteckým panstvím pod správu boleslavského kraje. K roku 1654 je ve Staré 5 selských stavení a 2 stavení chalupnická – velikost obce je tedy v podstatě stejná jako roku 1509. Benátecké panství je v rámci dědictví rozděleno na pět dílů. Díl starobenátecký s obcí Starou Lysou v hodnotě 45.000 zlatých uherských dostává Zuzana hraběnka Cabová. Ta v letech 1680–1684 zakupuje další tři podíly. Hraběnka Cabová se po čtvrté vdává za hraběte Arnošta Bohumíra ze Schützen a Leipoldsheimu na Divici a Citolibi (majitele pátého dílu). Své čtyři díly panství mu Zuzana postupuje 8. ledna 1688 a tak je panství benátecké opět scelené.

### Po roce 1700
V urbáři z roku 1713 je pro Starou Lysou evidováno 12 osedlých stavení se 75 dušemi. Z toho je patrný drobný nárůst domů o nových 5 oproti roku 1654. Roku 1715 dědí benátecké panství syn Arnošt Jaroslav hrabě ze Schützen a Leipoldsheimu. Ten umírá již 29. září 1720 a dědictvím připadá benátecké panství včetně Staré Lysé Ignáci Zikmundu hraběti z Klenové a z Janovic. V té době je pozoruhodná výměna části benáteckého panství – vrchu Čihadlo (osada Čihadla zanikla za třicetileté války), ke které došlo na přelomu let 1715/1716. Tuto výměnu inicioval František Antonín hrabě Špork. Jak píše Pavel Preiss „Za Bažinu Peklo (u Kostomlat nad Labem, pozn. autora) vyměnil s benáteckým panstvím vrch, aby se mohl klidně oddávati své zálibě v líčení na ptáky. Vystavěl tu letní zámeček Bon Repos a nedaleko něho kapli svatého Jeronýma s bytem pro kněze beneficiáta. Na střeše kaple byly znázorněny ctnosti a neřesti, na něž ukazoval otáčející se kostlivec, který tu místo kříže byl vztyčen. V levém severním rohu zahrady byl umělý pahrbek 20 loket vysoký, v němž byl byt poustevníkův. Prostředkem pahrbku vedly točité schody na jeho vrchol, kde bylo zařízeno vše potřebné k chytání ptáků“. K uvedené výměně se dochovala v archivech zpráva o délkové výměře vrchu Čihadla a to 2650 loket . Vřelý vztah hraběte Šporka k zámečku Bon Repos je patrný z toho, že v době přechodného vlastnictví lyského panství hrabětem Černínem (1722–1734) si Bon Repos ponechal. Po smrti Františka Antonína hraběte Šporka roku 1738 přešel zámeček Bon Repos opět do majetku panství benáteckého.
Z hospodářských změn na panství je významné vypuštění rybníka Hladoměře pod Starou Lysou , ke kterému mělo dojít v letech 1747–1748.
Stálý majitel Staré Lysé a od roku 1738 též Bon Repos a vrchu Čihadla, Ignác Zikmund hrabě z Klenové a Janovic zemřel 4. července 1764. Jeho dědicové prodávají panství ve veřejné dražbě 21. června 1769 pražskému arcibiskupu Antonínu Petru hraběti Příchovskému z Příchovic za 665 000 zlatých. Antonín Petr Příchovský (hrabě 24. února 1759, arcibiskup 19. prosince 1763) podporuje obnovu zámečku Bon Repos, který nechává po roce 1768 upravit. Také věnuje pozornost hospodářské stránce panství a začíná zakládat hospodářské dvory. K 23. říjnu 1789 je doložena písemná zmínka o existenci starolyského dvora, který je současně předáván do nájmu. V té době (rok 1790) byla nově založena osada Čihadla. Všechny dvory panství benáteckého jsou roku 1799 vyměřeny a zakresleny Ing. Honzovským. Duchovní správa dostála změny roku 1782, kdy je Stará Lysá přifařena zpět (po odtržení roku 1558) k Lysé nad Labem.

### Po roce 1800

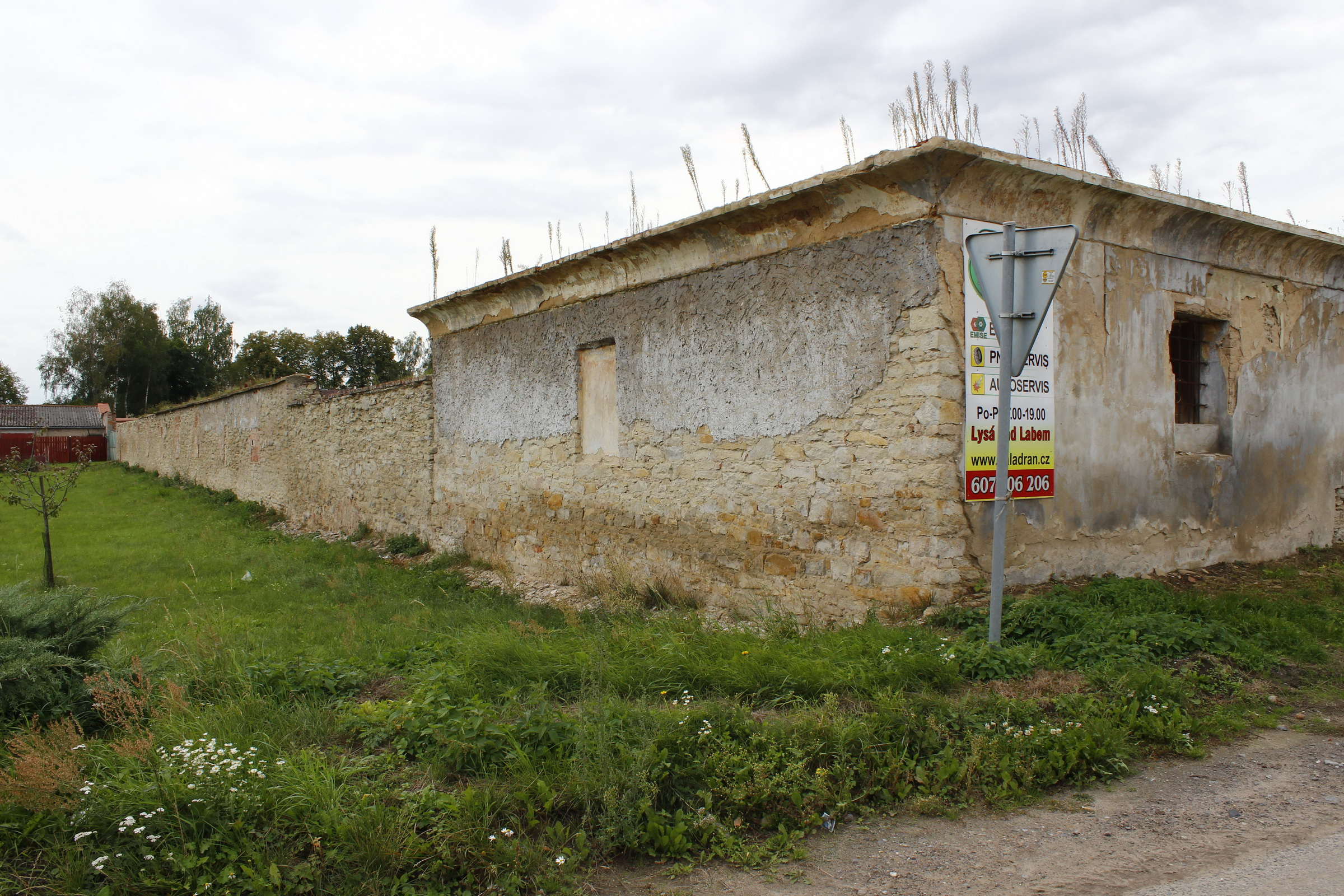
Poslední patrné zbytky budov dvora "Alžbětín".

Od roku 1812 je Stará Lysá přiškolena do Sojovic. Dne 3. června 1816 zemřel František Vojtěch hrabě Příchovský. Po něm dědí tři ženy z rodu Mladotů ze Solopisk. Sňatkem roku 1823 se benátecké panství (alodiální panství) se Starou Lysou dostávají do rukou Leopolda Felixe Thun-Hohensteina. V duchu dobové módy byl prý po hraběnce Alžbětě Mladotové ze Solopisk pojmenován starolyský dvůr „Alžbětín“. Roku 1843 je ve Staré Lysé v rámci sčítání evidováno 55 domů a 388 obyvatel. Od roku 1848 spadá Stará Lysá pod okresní soud v Benátkách nad Jizerou (od roku 1850 okresním městem). Zřejmě v téže době dochází ke katastrofálnímu protržení hráze Starolyského rybníka (o rozloze 79,7554 hektaru). Následně je roku 1850 za účasti hraběte Leopolda Thun-Hohensteina vypuštěn zbytek Starolyského rybníka, který měl dle obecní kroniky „obvod 4240 mužských kroků, hloubku 11 střevíců a pojmul až 400 kop rybí násady“. Starolyský rybník byl posledním rybníkem z 16 zmiňovaných Josefem Veverkou na Lysecku a Benátecku (naučná stezka Lysá nad Labem – Čelákovice). Vojáček k roku 1852 píše, že „o pouti na místě starého a shnilého dřevěného kříže pod lípami byla posvěcena nová zděná kaple. Obec ji postavila svým nákladem a dál ji udržuje. Na oltáři je pozlacená socha svatého Jana Křtitele. Pouť je zde vždy v neděli po svatému Janu Křtiteli (neděle před svatým Janem Křtitelem je pouť u farního kostela v Lysé nad Labem, pozn. autora). To začíná tím, že kněz z Lysé nad Labem přijede, družičky jej přivítají květy u kříže na návsi“ Nové správní členění přináší pro Starou Lysou změnu, od roku 1868 spadá pod politický okres Mladá Boleslav. Samostatná školní výuka v obci probíhá od roku 1874. Po 10 letech byla postavena budova pro 2 třídy nákladem 11 000 zlatých. Roku 1881 se staví silnice od Lysé nad Labem do Staré Lysé. První společenská organizace v obci je hasičský spolek založený 27. srpna 1888. Duchovní správa se k roku 1890 opět mění a Stará Lysá spadá pod faru v Předměřicích nad Jizerou. Pošta je v Benátkách nad Jizerou. Pro dluhy je roku 1899 benátecké panství Leopoldem Thun-Hohensteinem prodáno vídeňské Länderbank.

### Po roce 1900
Od vídeňské Länderbank kupuje roku 1905 benátecké panství mimo lesů milovických (to kupuje vojenský erár pro nový vojenský výcvikový prostor v Milovicích-Mladé) hrabě Rudolf Ferdinand Kinský. Týž kupuje ve stejnou dobu i panství lyské. Z obecní kroniky se dočítáme, že zvonička před č. p. 35 ve Staré Lysé byla postavena roku 1898, zděná pak 1906. Její zvon byl zrekvírován roku 1917 pro válečné účely. Nový byl osazen roku 1919. Po první světové válce přišla pozemková reforma, která se vztahovala na majetky s výměrou nad 250 hektarů. V rámci pozemkové reformy bylo roku 1920 hospodářské zázemí dvora Alžbětín zabráno a rozparcelováno. Po válce byl také vztyčen pomník padlým z let 1914–1918. Nachází se na návsi u památné lípy.
Roku 1923 se projednává elektrifikace obce. Vlastní realizace v hodnotě 170 000 korun je zahájena v roce 1924, kdy je zde instalováno prvních 12 žárovek. K roku 1924 je též písemně doložena dražba ovoce v obecním sadu. V témže roce má obec již 122 domů, které bychom našli zatím ve dvou samostatných částech „Ves“ a „Pahorek“. Spojovací článek – stavby na hrázi bývalého rybníka ještě nejsou postavené. V dubnu 1925 je v obci první rozhlasový přijímač. Povodně z květnových a červnových srážek nutí obec k řešení protipovodňových opatření. Naproti tomu je patrná stálá snaha o zúrodňování pozemků po bývalém rybníku (v roce 1936 je zahájena regulace Mlynařice a to včetně výstavby koupaliště 10 x 14 metru).
Rok 1927 přinesl 23. září do obce novinku v podobě prvního traktoru. Statkář Hradecký z č. p. 12 s ním vyjel na pole orat. V rámci okrašlování veřejného prostoru nechává obec kromě ovocných stromů sázet při silnici nové jasany a štěpné hlohy. První telefonní hovor se uskutečnil 25. května 1928 z č. p. 21 od starosty. Obec jej jako veřejný nechala pořídit za 8000 Kč. Místní hasiči se po 40 letech od založení (27. srpna 1888) dočkali stavby nové zbrojnice. Ta byla za 25 000 Kč postavena v roce 1929. Nepříjemnou událostí, která se dotkla všech obyvatel Čech, byl silný mráz v zimě 1929/1930. Škody byly nebývale přesně vyčísleny na ztrátách ovocných stromů – pomrzlých stromů 278 jabloní, 259 hrušní, 181 třešní, 159 višní, 1874 švestek, 82 slív, 4 meruňky, 4 broskvoně, 70 ořešáků, 56 angreštů, 51 rybízů (na Čihadlech 13 jabloní, 16 hrušní, 14 třešní, 103 švestek, 4 slívy, 121 ořešáků, 2 angrešty). Jako náhrada se proto ještě v roce 1930 vysadilo nově 681 stromů, 98 keřů za částku 7137,50 Kč z obecní pokladny. Rok 1930 znamená pro obec první dlážděnou cestu a to „od zvoničky ke stateckým Urbanům (č. p. 31, pozn. autora)“. Následující rok 1931 přinesl založení Hospodářské Besídky. Ta podporuje soukromé zemědělce. V roce vzniku zakoupila za 45.000 Kč mláticí garnituru, kterou si členové půjčovali. Obecní Kampelička (Spořitelní spolek Kampelička) byla založena roku 1932 a sídlila „na vejminku u Urbanů stateckých“ (č. p. 31, pozn. autora). V témže roce byly zahájeny přípravné práce na stavbu silnice do Čihadel. O rok později obec platí 8303,85 Korun Ing. Mráčkovi za plán silnice. Ve třicátých letech se také obě části „Ves“ a „Pahorek“ spojují prostřednictvím nové zástavby na hrázi bývalého Starolyského rybníka.
V obci Stará Lysá (přísl. Čihadla, 778 obyvatel) byly v roce 1932 evidovány tyto živnosti a obchody: holič, 4 hostince, kolář, 2 kováři, krejčí, 2 obuvníci, pekař, 7 rolníků, řezník, 5 obchodů se smíšeným zbožím, 3 trafiky, truhlář.

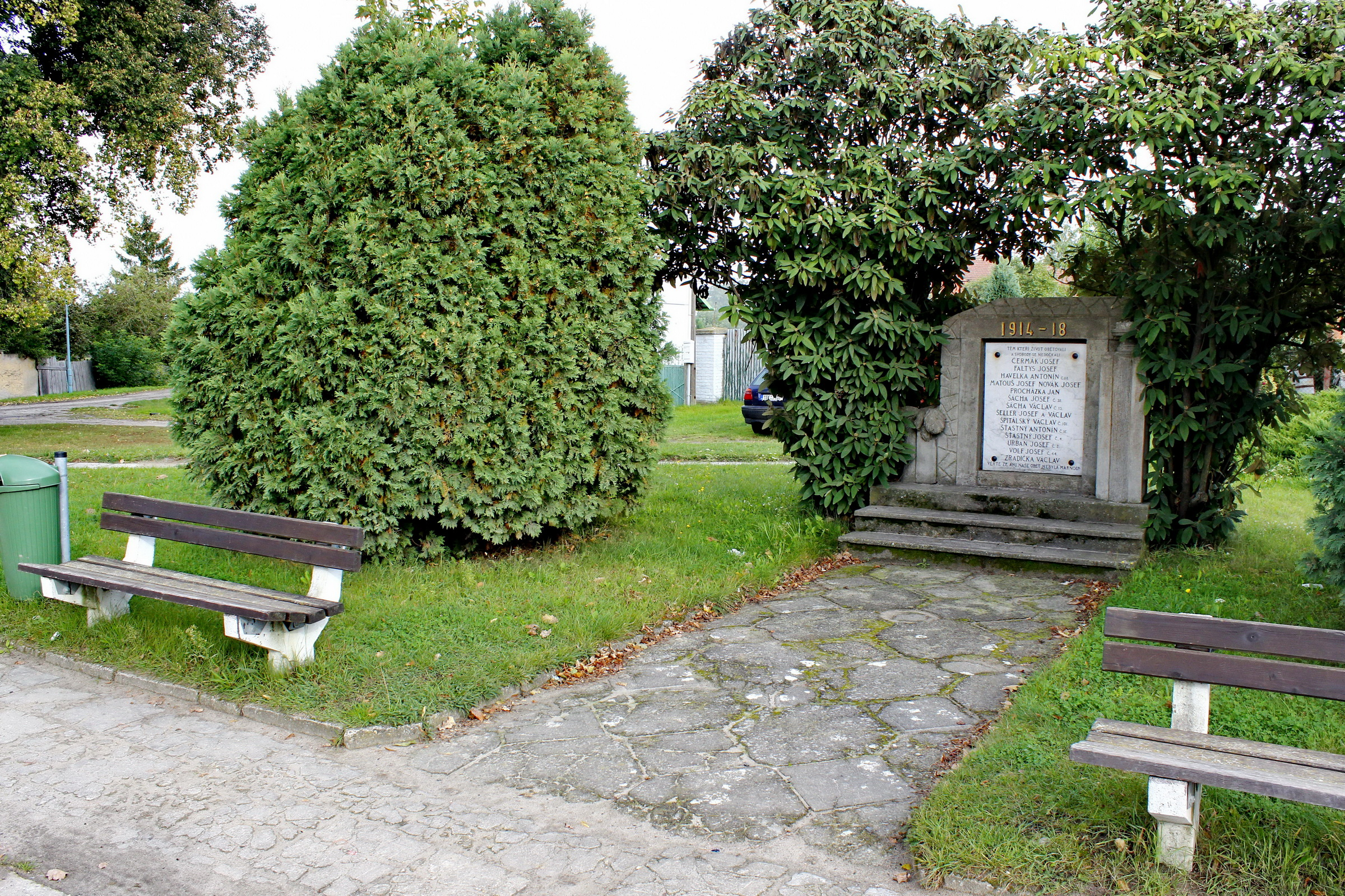
Pomník padlým v první světové válce na návsi
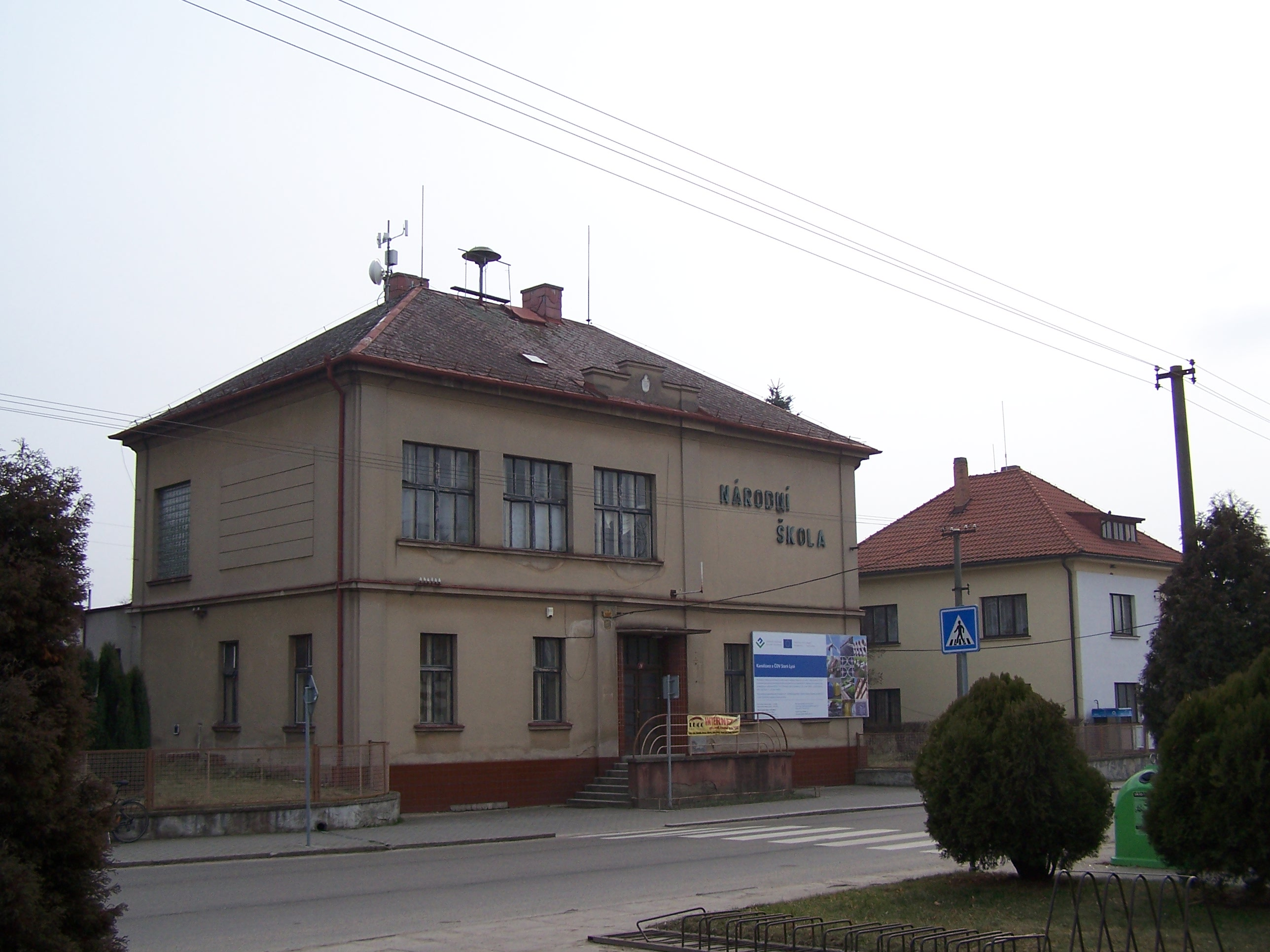
Budova Národní školy

Blížící se nástup války předpovědělo v roce 1938 přistěhování 13 rodin ze Sudet (celkem 47 osob). 17. března 1939 byla Stará Lysá obsazena. V roce 1939 byla provedena úprava prostoru před hřbitovem (zasypána jáma po těžbě písku) a byl založen hřbitov . Ten je svěcen 25. června 1939 P. Jirutkou. Náklady na výstavbu hřbitova a úpravy ve výši 55 156 korun hradí obec. Další zápisy v obecních kronikách byly po dobu války zakázány. Prvním dalším zápisem je informace, že Němci opustili obec krátce před půlnocí 8. května 1945.

### Po druhé světové válce
Na přelomu léta a podzimu roku 1945 byl v areálu Bon Repos umístěn lazaret Rudé armády. V loveckém zámečku Bon Repos byly pokoje, operační sály a ošetřovny. Na hřbitově ve Staré Lysé jsou pohřbeni vpravo před kaplí poddůstojník Ževazenko a vojáci Rudé armády Armistrov, Fegorenko, Janča, Vaselov. Pomník byl odhalen 9. května 1946.
Správní změna nastala roku 1949, kdy se Stará Lysá stala součástí okresu Nymburk. To s sebou přineslo mimo jiné též zahájení provozu školních autobusových spojů (rok 1950). Dalším dlážděným prostorem v obci je „náves“ kolem lípy.
Roku 1950 vznikl přípravný výbor JZD s centrem v Alžbětíně – Bittnerově statku č. p. 33. O rok později byl založen Komunální podnik Lysá nad Labem, který zapříčinil zrušení soukromých obchodů.
Živnosti zaniklé před okupací:
- kovářská živnost J. Roubíčka č. p. 18
- kolářství K. Šulc č. p. 55
- živnosti zaniklé po znárodnění:
- kovářská živnost V. Urbana č. p. 2
- smíšený obchod Josef Hejňák č. p. 3
- smíšený obchod a trafika V. Šulce č. p.125 (později zde byla sběrna mléka)
- pekařství a krupařství V. Trusky č. p. 32
- trafika Ant. Merhaut č. p. 14
- hospoda Jos. Hradecký č. p.12
- zájezdní hospoda Ant. Hradecký č. p.72
- řeznická živnost Čeňka později Josefa Havelky
- holičství Jar. Čacký č. p. 40
- kolářství Jan Bláha č. p. 86

Situace JZD není ustálená. V roce 1953 JZD obhospodařuje 450 hektarů orné půdy, v roce 1956 jen 240 hektarů a zaměstnává 52 lidí. V roce 1957 se staví nový kravín na Čihadlech pro 75 dojnic, vepřín pro 100 prasat a sýpka.
1. září 1958 je v č. p. 14 otevřena mateřská škola (dříve zde byla obecní pastouška), 1. listopadu 1959 je ve stejném domě otevřena pošta a následující rok 4. ledna 1960 vznikla tamtéž místní lidová knihovna. Roku 1959 se realizuje nová úprava plochy před hřbitovem, kde byly ve dvouřadé aleji vysazeny pyramidální topoly.
První doložené stopy státní památkové péče se projevují v roce 1958, kdy jsou na území Staré Lysé a Čihadel evidovány v památkových seznamech první nemovité kulturní památky – kaple svatého Jana Křtitele, krucifix, kaple svatého Symeona, zámeček Bon Repos. Následně se od 15. ledna 1963 v areálu zámečku Bon Repos (v rozporu s předchozí deklarací památkové hodnoty) začíná stavět zázemí pro 13. samostatný raketový oddíl ze Slovenska. Rok 1965 přináší vyhlášení části lesa Hraštice (přiléhající k Bon Repos) jako Vojenský prostor – vstup je přísně zakázán.
Pod vlivem splachů půdy z vrchu Hrabanov v důsledku velkých přívalových dešťů se v roce 1973 dokončují dešťové svody a retenční nádrž u borovice. Následně je od borovice dolů k návsi v délce 350 metrů zadlážděna ulice v ceně 300 tisíc korun (kostky prý pocházejí z pražských ulic). Budovatelský rok 1973 přinesl s sebou také zpracování prvního plánu „asanace“ historických částí obce. V průběhu roku 1974 bylo v rámci akce „Z“ významně zasaženo do vzhledu návesního prostoru a to demolicí jižní obytné části statku Hradeckých č. p. 12  pro stavbu nové prodejny Jednoty. V kontrastu k hrubému zásahu do centra obce je v roce 1976 vyhlášena právní ochrana lípy na návsi a skupiny lip u kaple. Rok 1982 přináší výstavbu nových domů „Za Humny“ a modernizaci Urbanova pohostinství č. p. 51. Nové bytovky zaměstnanců JZD se staví v roce 1984.
Znečištění podzemních vod činností sovětské armády (letecký petrolej) v nedalekých Milovicích nutí obec stavět vodovod. Práce jsou zahájeny v roce 1984.

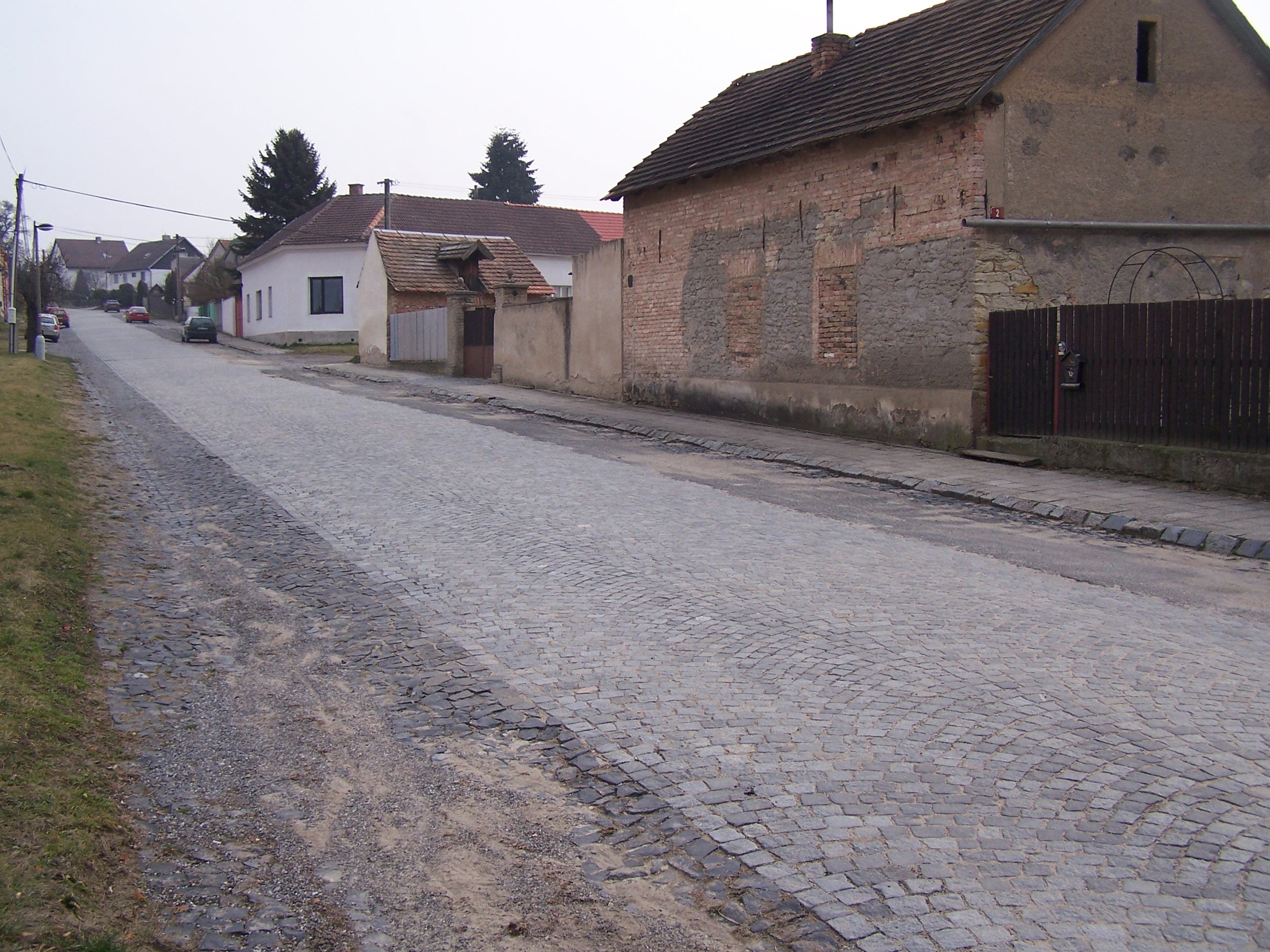
Zádlažba k Borovici z roku 1973
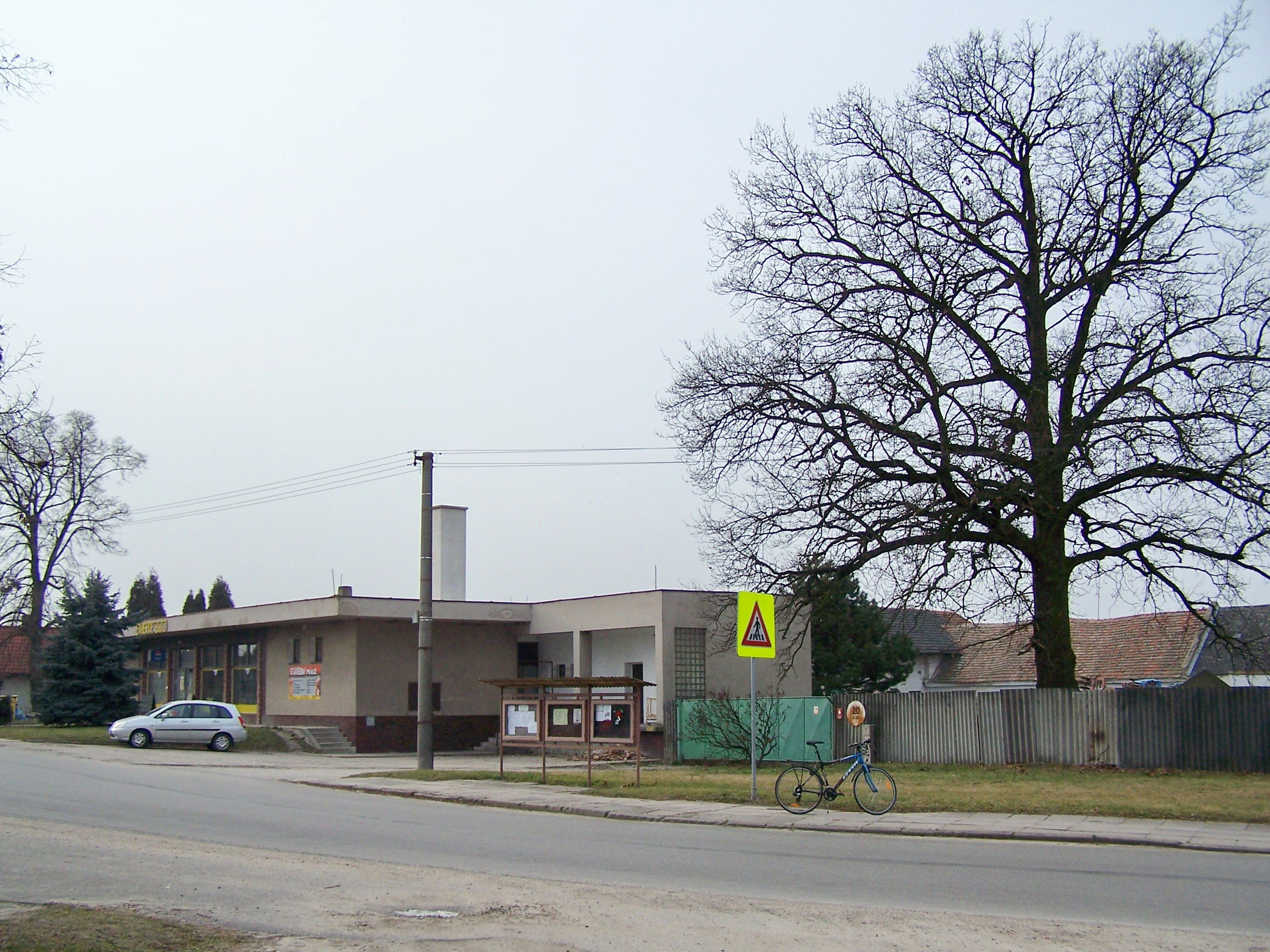
Necitlivé umístění prodejny Jednota na místě zbořeného statku čp. 12, 1974
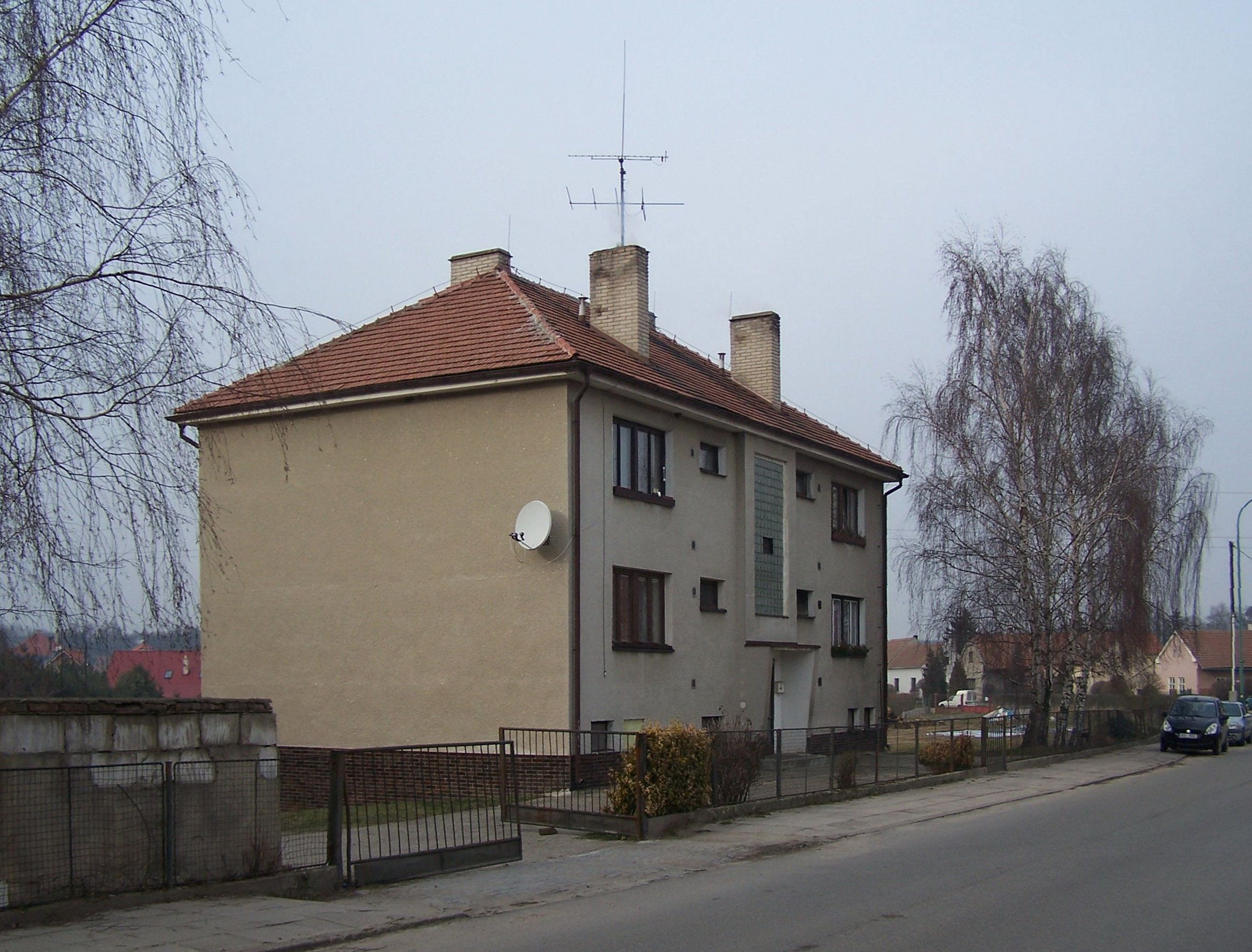
Nové bytovky z roku 1984

### Po roce 1989
V roce 1990 skončila na Bon Repos svou činnost vojenská posádka. Následně v souvislosti se změnou politického systému a změnou vlastnických vztahů dochází k navracení pozemků původním majitelům. Postupně se uvolňuje půda obhospodařovaná JZD Stará Lysá. Od roku 1994 obhospodařuje půdu vedle soukromě hospodařících zemědělců obchodní firma AGÁTA, spol. s r. o., která se postupně stává nejvýznamnějším zaměstnavatelem v obci. AGÁTA působí v areálu bývalého JZD. V roce 2009 je pro havarijní stav zbourán dvůr Alžbětín. Jsou ponechány pouze obvodové zdi.
Jak bylo uvedeno výše, změna vlastnictví a možnost opět nakládat s pozemky vedla nové majitele ke snaze získat v krátké době nejvyšší ekonomickou výtěžnost. Pozemky jsou vnímány především jako stavební. V důsledku tlaku majitelů dochází k postupnému vyčleňování pozemků z orné půdy. Po roce 1990 se tak obec rozrůstá v lokalitě „Za Pecí“, kde vzniklo 32 nových parcel se zástavbou typicky příměstskou. Druhým významným místem stavebního rozvoje je lokalita „U Borovice“, kde vzniklo 15 nových stavebních parcel. V této lokalitě také vznikl druhý významný „průmyslový areál“ obce a to pila Kříž a Kříž s. r. o. Ve vazbě na plánovaný rozvoj Staré Lysé byl v roce 2006 schválen územní plán obce. Pro porovnání rozvoje obce lze doložit počet domů a obyvatel – v roce 1980 zde bylo 194 domů a 464 obyvatel. V roce 2011 je v obci 228 domů a 488 obyvatel.
Od 30. června 2003 je obce Stará Lysá členem svazku obcí Mikroregion Polabí.
V obraze sídla se kromě výstavby projevila obnova obecního sadu a náhrada topolové aleje ke hřbitovu. K těmto zásahům došlo v období 2008–2010. Součástí výsadby ovocných stromů bylo založení Dětského sadu u kaple. K výsadbě byly použity i staré krajové odrůdy zejména jabloní a třešní, topoly nahradily nové lípy.
V letech 2010 a 2011 byla ve výměře 13 ha revitalizována část údolní nivy Mlynaříce. V ploše bývalého rybníka Hladoměř byly založeny nové mokřady a tůně, které mají posílit mokřadní společenstva v intenzivně zemědělsky využívané krajině. Po výstavbě vodních ploch byla v roce 2011 zahájena výstavba kanalizace a čistírny odpadních vod.

### Současnost
Stará Lysá je společně s Břístvím, Dvorci, Jiřicemi, Lysou nad Labem, Ostrou, Přerovem nad Labem, Semicemi, Starým Vestcem a Stratovem členem dobrovolného sdružení obcí Mikroregion Polabí.

## Urbanisticko-architektonická skladba sídla

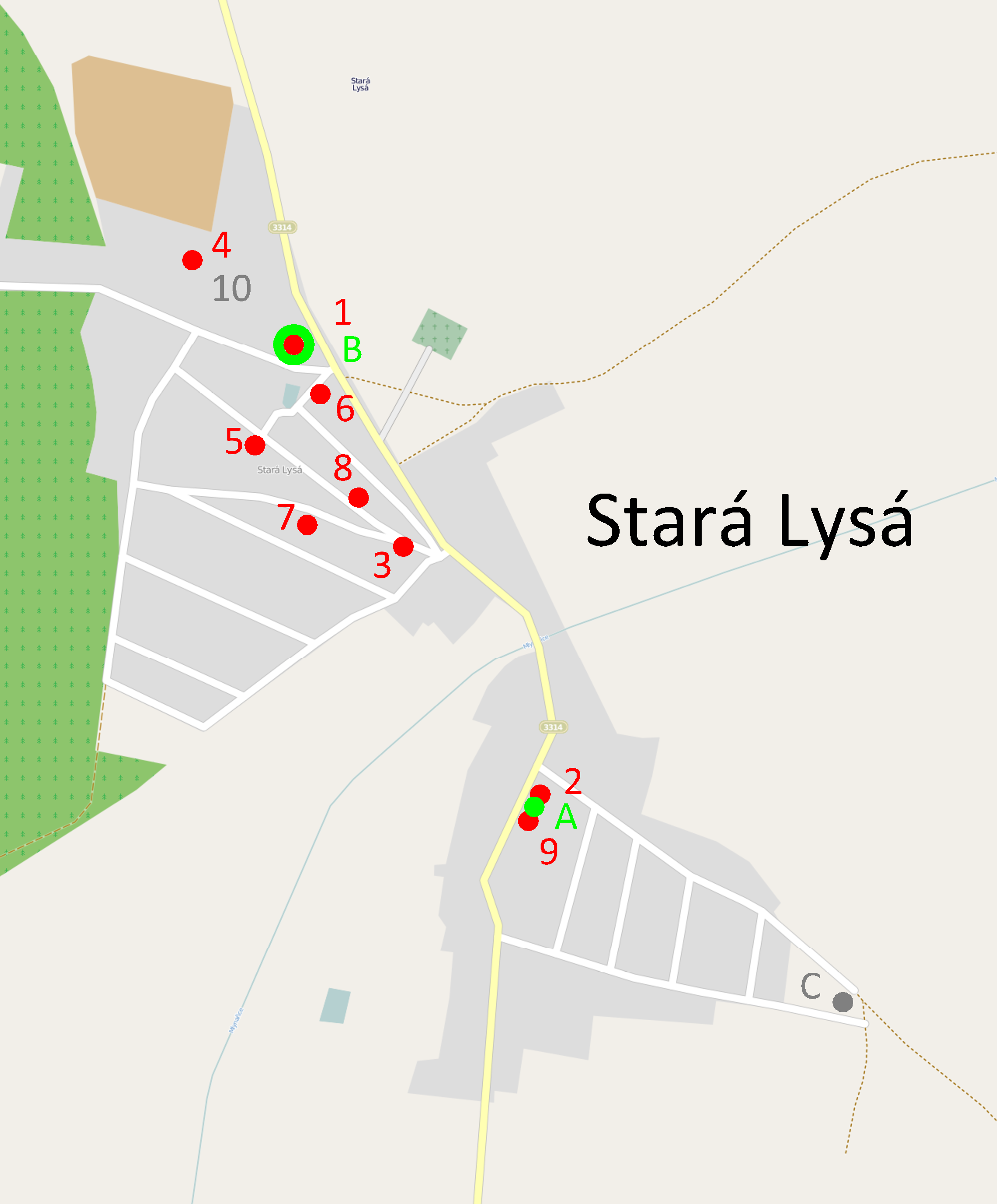
Stará Lysá, stavební a přírodní památky. 1. kaple svatého Jana Křtitele; 2. krucifix; 3. zvonička; 4. hospodářský dvůr Alžbětín; 5 dům čp. 100 s výminkem; 6. dům čp. 20; 7. dům čp. 41 s hospodářskými budovami; 8. dům čp. 34 s hospodářskými budovami; 9. pomník padlým v první světové válce; 10. socha svatého Isidora; A. tisíciletá lípa na návsi; B. šest lip malolistých; C. borovice lesní (vyvrácen 1997)

Nejstarší osídlenou částí obce je patrně Ostrov. Zde se předpokládá původní knížecí tvrz či dvorec. V současné době tu není žádná zástavba, pouze hřbitov (založen 1939) a obecní sad, který je v současnosti chráněn jako významný krajinný prvek. V literatuře jsou zmiňovány archeologické nálezy, které se ale nedochovaly. Nejstarší trvale osídlenou částí obce je Ves. Toto osídlení je zmiňováno již na začátku 16. století. Nalézá se zde náves s památnou lípou, krucifixem z roku 1852, památníkem padlých v první světové válce. Dále je zde budova obecního úřadu s knihovnou. Na severu obce byl v 18. století založen zemědělský dvůr Alžbětín, poprvé zmiňovaný v roce 1789. Význam dvora utrpěl pozemkovou reformou ve dvacátých letech 20. století. V padesátých letech se stal základem JZD a dále chátral. Poslední budova byla stržena v roce 2009 a do dnešních dnů se zachovalo pouze torzo zdiva směrem k silnici. Patrně v souvislosti s rozvojem dvora Alžbětín se vrátila zástavba na pravý břeh Mlynařice západně od dvora. Lokalita se nazývá Pahorek. Zde je patrně nejcennější obytná stavba – dům č. p. 100 – typický polabský zemědělský dům s výminkem. V obecním parku je kaplička svatého Jana Křtitele a skupina památných lip (stáří asi 90 let). Nejmladší osídlení se nachází v části Hráz. Ta je zbytkem původní hráze Starolyského rybníku, která se protrhla v polovině 19. století. Rybník pak již nebyl obnoven. Nová zástavba spíše městského typu se nachází na jih a na západ od historických částí obce v lokalitách Za Pecí a U borovice.
Obec Stará Lysá není sídlem s množstvím dochovaných kulturních památek. Současná podoba řadí obec k běžným obcím v Polabí. Co je pro Starou Lysou mimořádné z historického hlediska, je právě urbanistický vývoj od vrcholného středověku do poloviny 19. století. Z popsaného je patrné, že prapůvodní osídlení obce mohlo být nejspíše v lokalitě „Na Ostrově“. Po změně vlastnických vztahů a vysazení nového lokačního centra na protilehlé straně toku Mlynařice došlo k pozvolnému opuštění starého sídla.
Přítomnost dvou rybníků je pro Čechy 15. a 16. století poměrně častým jevem. Přesto blízkost dvou rybníků ve Staré Lysé a jejich oddělení hrází zřejmě zapříčinilo úplný zánik staré osady a přemístění sídla o cca 300 metrů východně. Koncem 18. století mohl vznik panského dvora iniciovat opětovné osídlení pravého břehu Mlynařice. Zánik posledního rybníka v regionu umožnil propojení obou celků do jediné funkční obce. Přes spojení obou částí si panský dvůr udržel až do počátku 20. století poměrně výlučné postavení v obci. Výlučnost je do jisté míry ovlivněna právě zemědělskou produkcí, která se zde v podstatě nepřetržitě provozuje po tři století.
V současné době je z urbanistického hlediska zajímavé udržení lokality „Na Ostrově“ bez zástavby pouze se hřbitovem. Volné místo pozorovateli umožňuje sledovat terén a představit si podmínky kolonizace regionu. Unikátní v podmínkách Polabí je také zachování velké návsi „Na Pahorku“ s obecním parkem.

## Přírodní poměry

### Geomorfologie

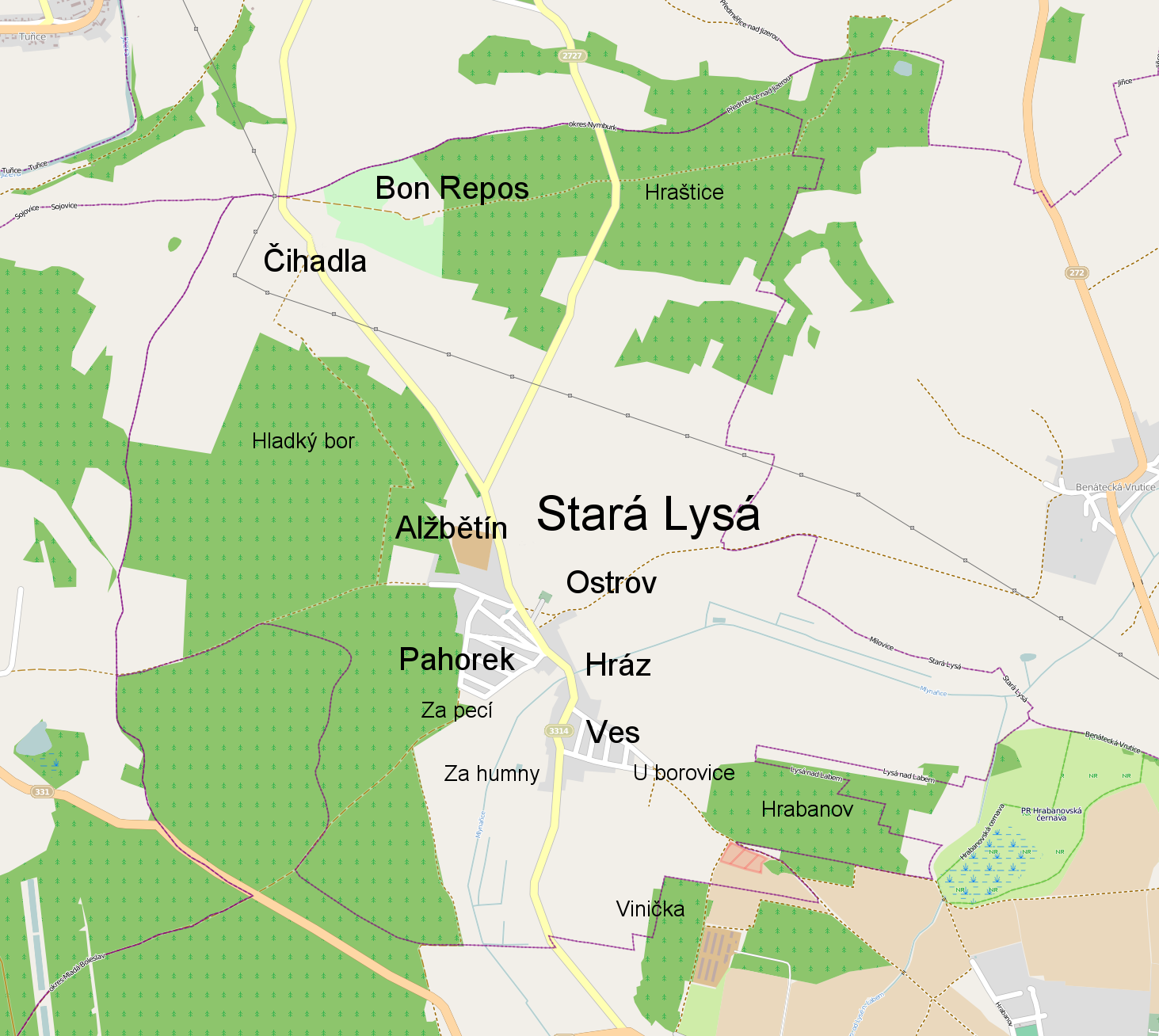
Mapa katastrálního území Stará Lysá

Katastrální území Stará Lysá se nachází v Nymburské kotlině, Milovické tabuli. Území je plochá pahorkatina až rovina rozkládající se severně od toku Labe. Podloží je tvořené převážně spodnoturonskými písčitými slínovci a slínovci s erozně denudačním reliéfem zarovnaných povrchů a nízkých odlehlíků, s akumulačním reliéfem středopleistocenních říčních teras a holocenních niv mělkých širokých údolí. V jižní a východní části katastrálního území je několik opuštěných drobných písníků, používaných v minulosti pro místní stavitelství. Většina lomů písčitých slínovců a slínovců, které sloužily rovněž jako zdroj stavebního materiálu, jsou již zasypány popřípadě cíleně rekultivovány.
Stará Lysá se rozkládá po obou březích toku Mlynařice v průměrné nadmořské výšce 190 metrů. Na jihozápadě zasahuje do katastrálního území výrazný hřbet „Vinička“ s nejvyšší kótou 226 metrů, který těsně za jižní hranicí spadá poměrně příkře do rovinaté nivy Mlynařice. Severně od obce se táhne zalesněný hřbet lesa „Hraštice“ s výškou 235 – 241 metrů, který umožnil vznik obecní části Čihadla s nadmořskou výškou 216 metrů .

### Klimatologie
Stará Lysá leží v klimatické oblasti teplé, mírně suché s mírnou zimou. Průměrná roční teplota je 8–9 °C, průměrné roční srážky jsou 550–600 milimetrů.

### Hydrologie
Celé území patří do povodí potoka Mlynařice, který je pravostranným přítokem Labe. Mlynařice je jediným zdejším vodním tokem. Přírodní vodní plochy se zde nenacházejí. V letech 2010 a 2011 vznikla v rámci revitalizace krajiny jižně od Staré Lysé soustava tůní a mokřadů, které navazují (byť v menší ploše) na vypuštěný rybník Hladoměř.

### Pedologie
V katastru obce převládají substráty: rendziny – rendziny hnědé; hnědé půdy a drnové půdy; hnědé půdy a rendziny na zahliněných písčitých substrátech; nivní a lužní půdy na nivních uloženinách; lužní půdy na nivních uloženinách a spraši.

### Fytogeografie a geobotanika
Oblast se nachází v českém termofytiku, 2. bukovo-dubovém vegetačním stupni avšak vlivem lehkého a kyselého substrátu bez buku. Na říčních terasách převážně borové doubravy, v podmáčených místech jsou typické slatinné černavy. Dominuje orná půda, kde se pěstují především obiloviny, rané brambory a zelenina. Výrobní typ je tedy kukuřičný.

### Přírodní památky
- tisíciletá lípa na návsi obce 103718
- Šest lip malolistých u kaple sv. Jana Křtitele ve Staré Lysé 103719
- Tis červený v areálu zámku Bon Repos 103692

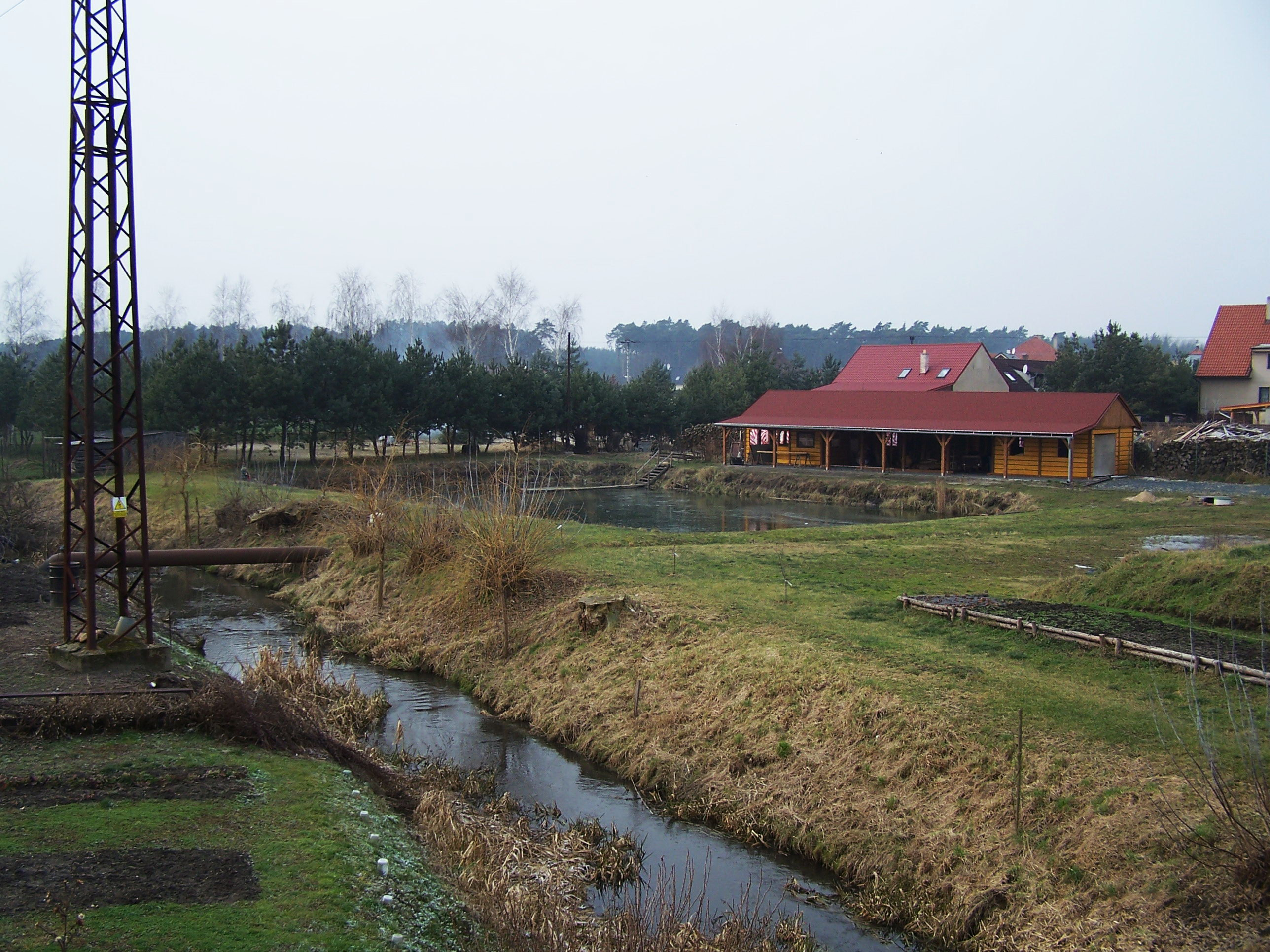
Potok Mlynařice v obci.
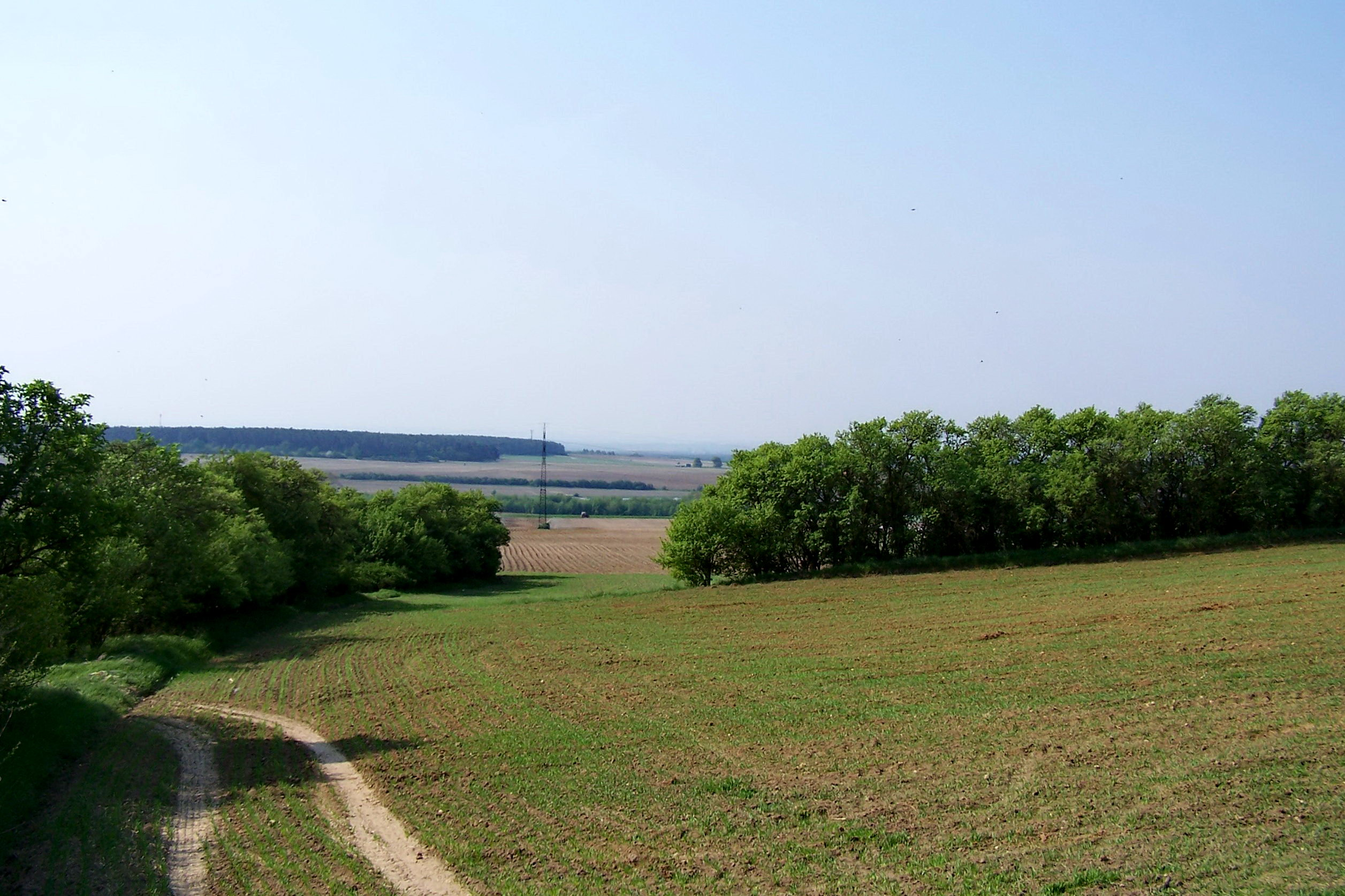
Pohled od Hraštice k Hrabanovu
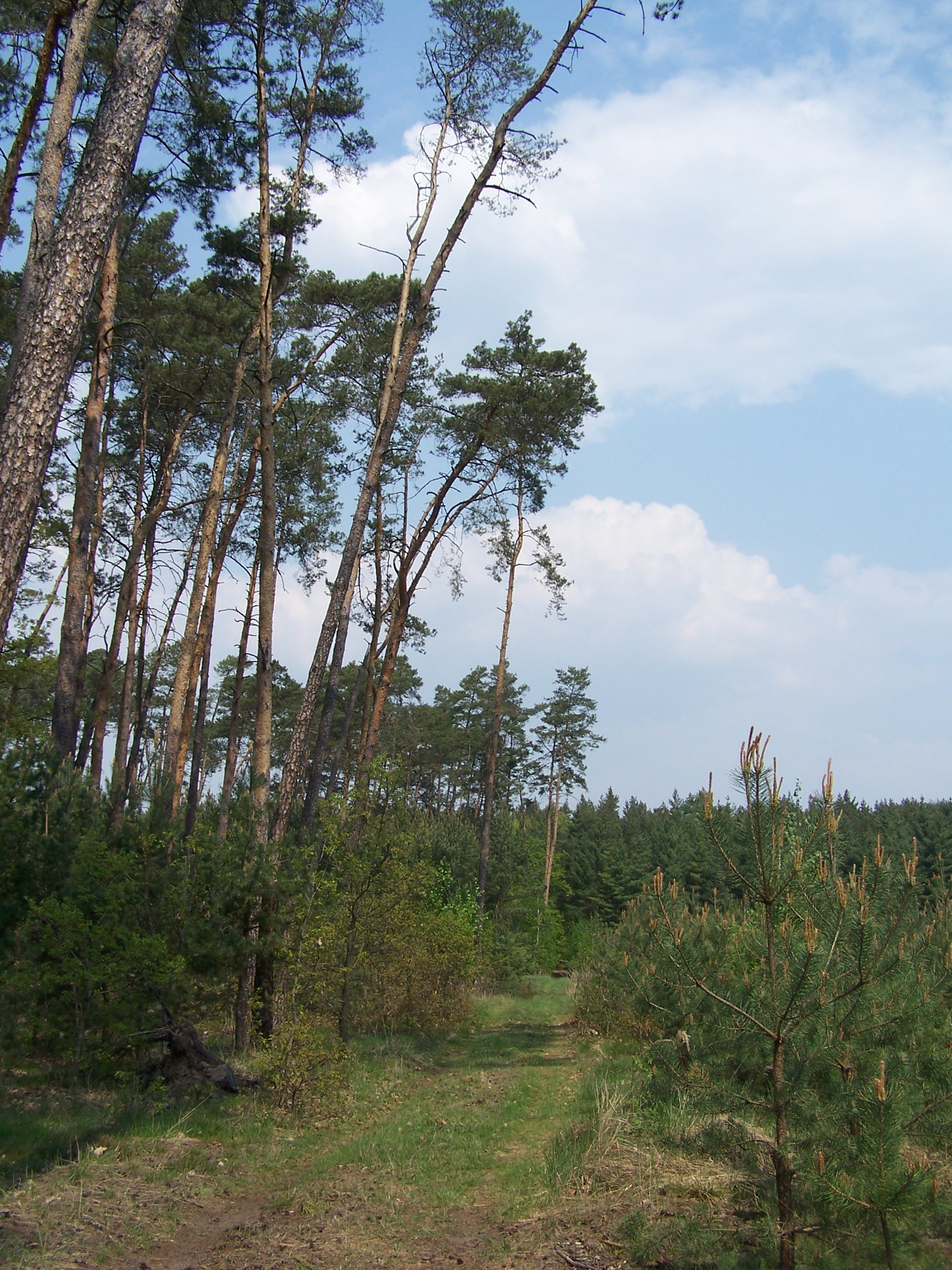
Hladký bor
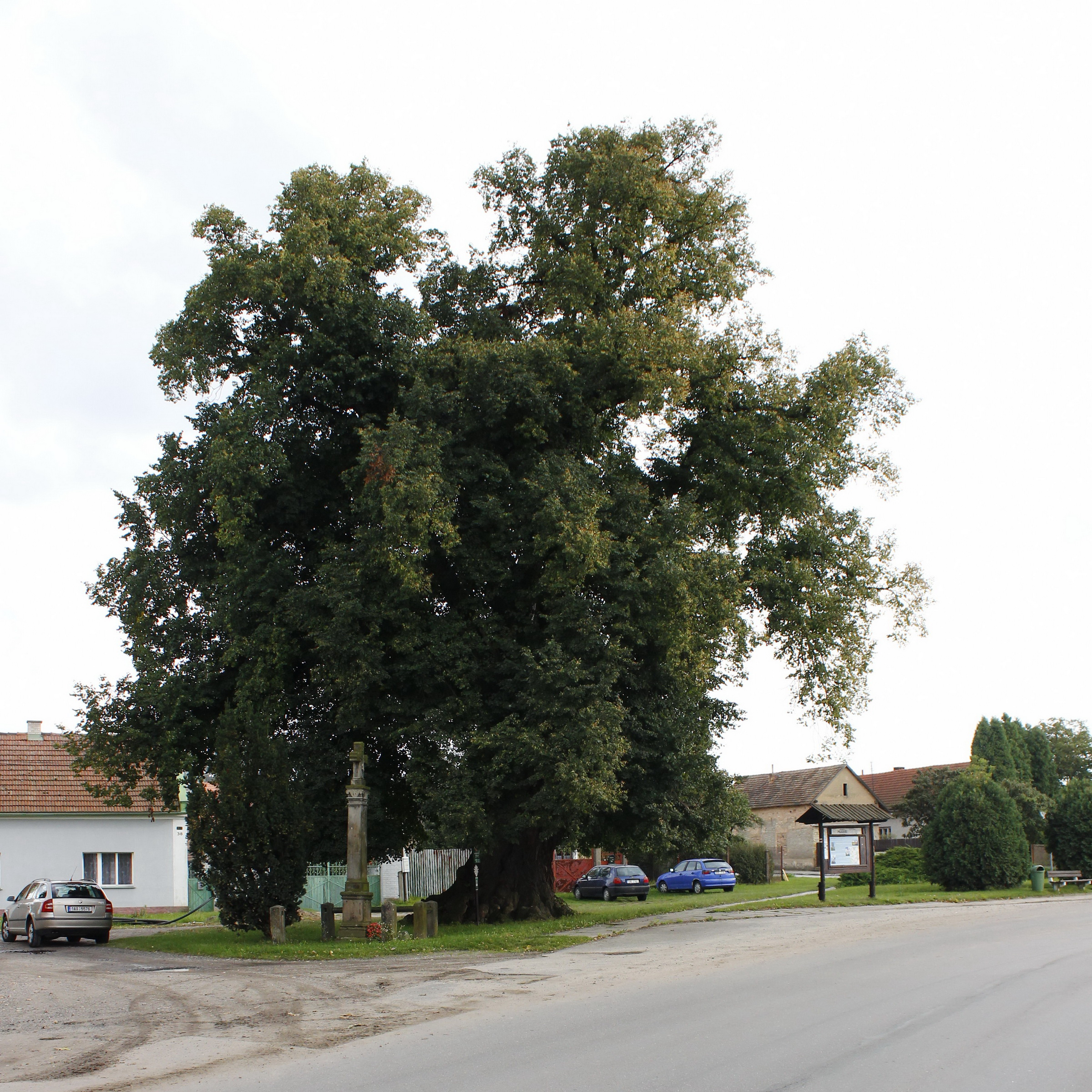
Tisíciletá lípa na návsi.
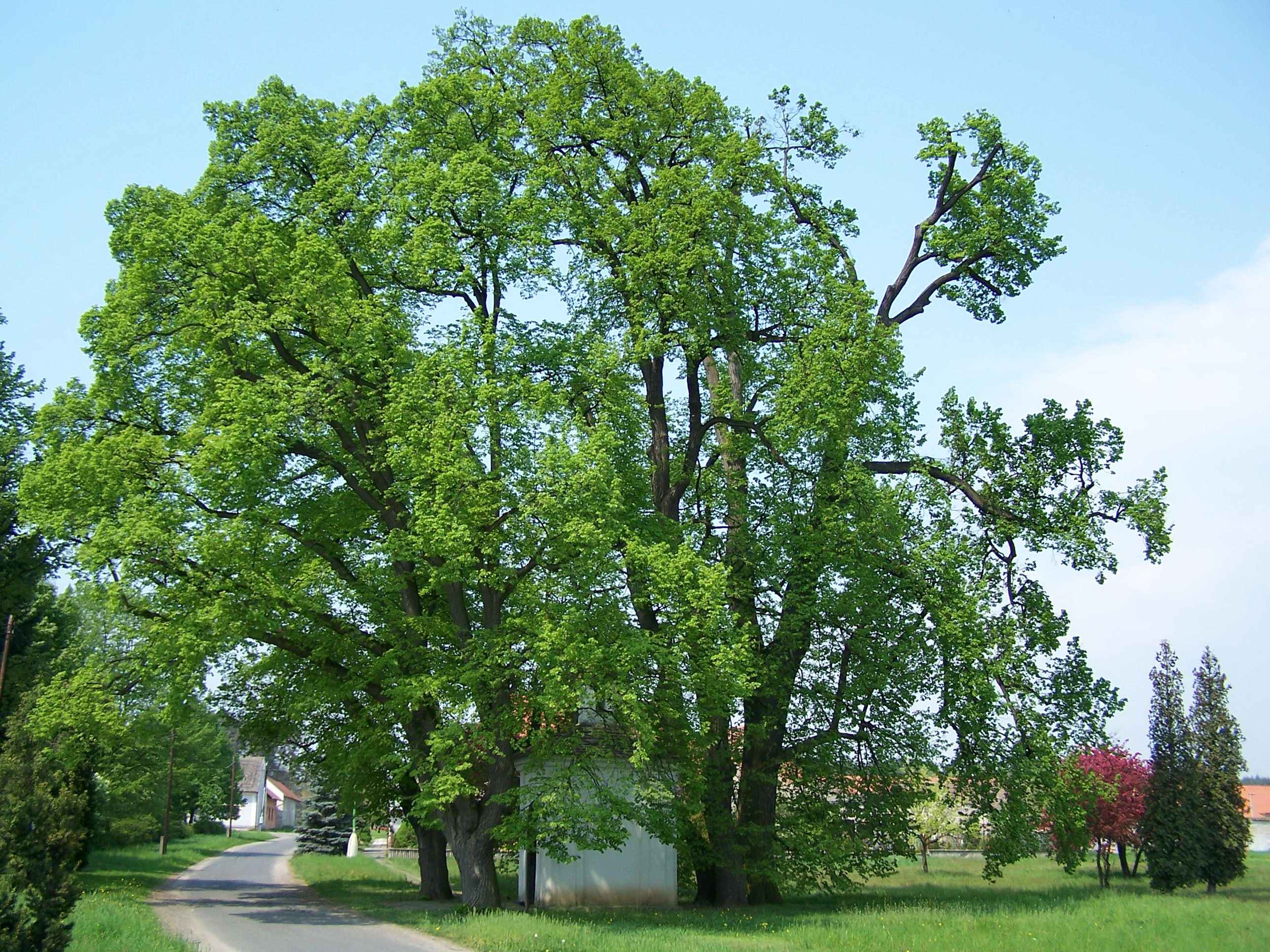
6 lip malolistých u kapličky svatého Jana Křtitele.

## Obyvatelstvo
| Rok            | 1869 | 1880 | 1890 | 1900 | 1910 | 1921 | 1930 | 1950 | 1961 | 1970 | 1980 | 1991 | 2001 | 2011 | 2021 |
| -------------- | ---- | ---- | ---- | ---- | ---- | ---- | ---- | ---- | ---- | ---- | ---- | ---- | ---- | ---- | ---- |
| Počet obyvatel | 604  | 620  | 685  | 705  | 748  | 760  | 778  | 634  | 623  | 533  | 465  | 413  | 474  | 647  | 827  |
| Počet domů     | 95   | 105  | 114  | 119  | 145  | 154  | 179  | 204  | 181  | 172  | 157  | 210  | 224  | 253  | 281  |

## Obecní správa

### Územněsprávní začlenění
Dějiny územněsprávního začleňování zahrnují období od roku 1850 do současnosti. V chronologickém přehledu je uvedena územně administrativní příslušnost obce v roce, kdy ke změně došlo:
- 1850 země česká, kraj Jičín, politický okres Nymburk, soudní okres Nové Benátky[15]
- 1855 země česká, kraj Mladá Boleslav, soudní okres Nové Benátky
- 1868 země česká, politický okres Mladá Boleslav, soudní okres Nové Benátky
- 1937 země česká, politický okres Mladá Boleslav expozitura Nové Benátky, soudní okres Nové Benátky[16]
- 1939 země česká, Oberlandrat Jičín, politický okres Mladá Boleslav expozitura Nové Benátky, soudní okres Nové Benátky[17]
- 1942 země česká, Oberlandrat Praha, politický okres Brandýs nad Labem, soudní okres Nové Benátky[18]
- 1945 země česká, správní okres Mladá Boleslav, soudní okres Benátky nad Jizerou[19]
- 1949 Pražský kraj, okres Nymburk[20]
- 1960 Středočeský kraj, okres Nymburk
- 2003 Středočeský kraj, okres Nymburk, obec s rozšířenou působností Lysá nad Labem

### Obecní symboly
Znak a vlajka byly obci uděleny rozhodnutím předsedy Poslanecké sněmovny Parlamentu České republiky dne 9. prosince 2002.

## Doprava

### Pozemní komunikace
Územím obce prochází dvě silnice III. třídy:
- III/3314 spojující Předměřice nad Jizerou (II/610) přes Čihadla a Starou Lysou s Lysou nad Labem (II/331)
- III/2727 odbočující z III/3314 mezi Starou Lysou a Čihadly s vedoucí směrem na Benátky nad Jizerou.

Jižně od obce ve vzdálenosti 1,5 kilometru vede silnice silnice II/331 Podbrahy – Lysá nad Labem – Nymburk.

### Železnice
Železniční trať ani stanice na území obce nejsou, nejbližší železniční zastávka je Lysá nad Labem - Dvorce.

### Autobusová doprava 2025
V obci má zastávky autobusová linka 431 v trase Lysá nad Labem, žel. st. - Stará Lysá - Předměřice nad Jizerou, U Kostela - Kochánky - Benátky nad Jizerou, aut.st. - Zdětín - Chotětov - Bezno - Boreč - Boreč, Žebice - (Skalsko, náves). O víkendu linka končí v zastávce Benátky nad Jizerou,Husovo náměstí.

## Pamětihodnosti
- Kaplička svatého Jana Křtitele
- Socha svatého Isidora

## Galerie

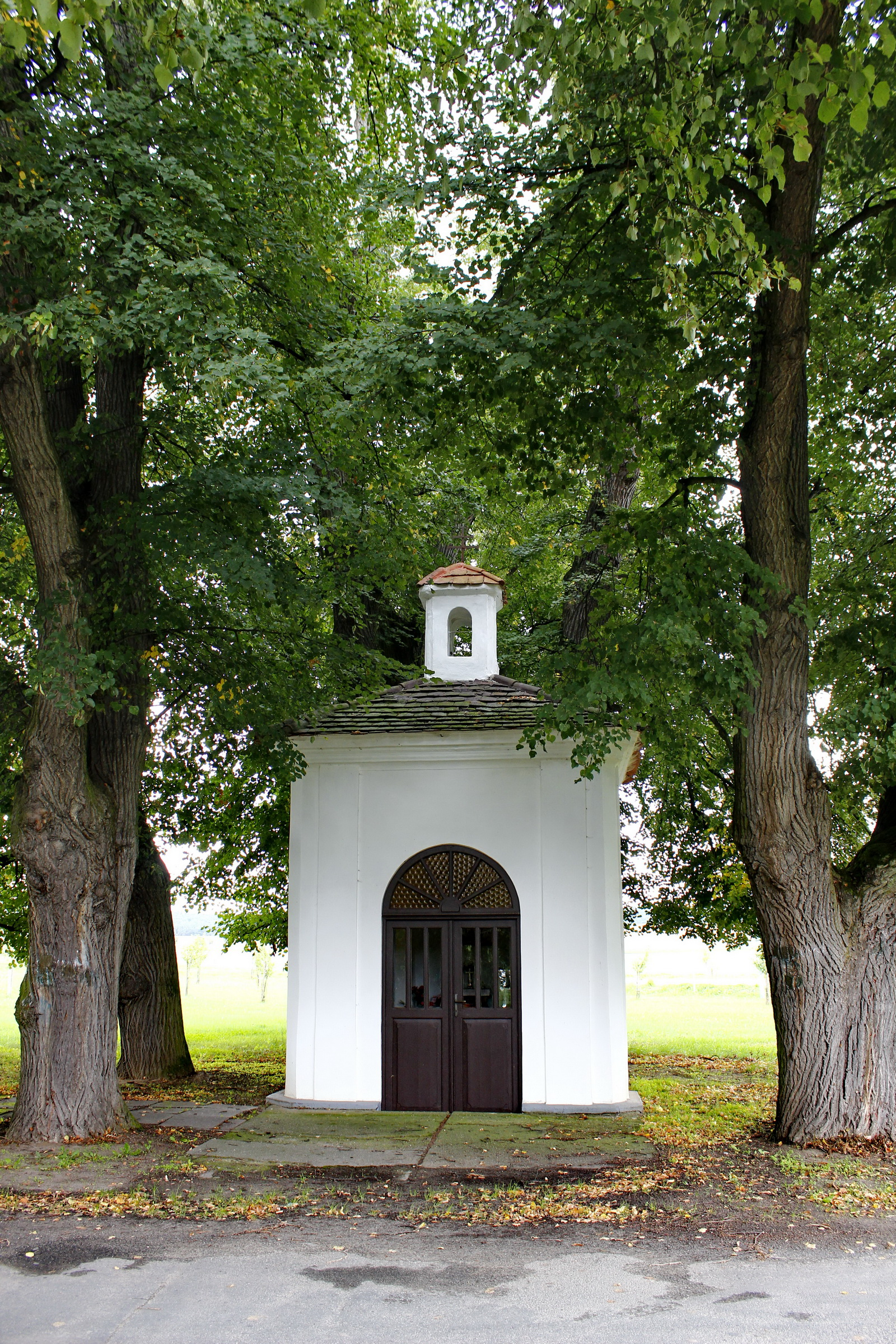
Kaplička svatého Jana Křtitele a skupina památných lip.
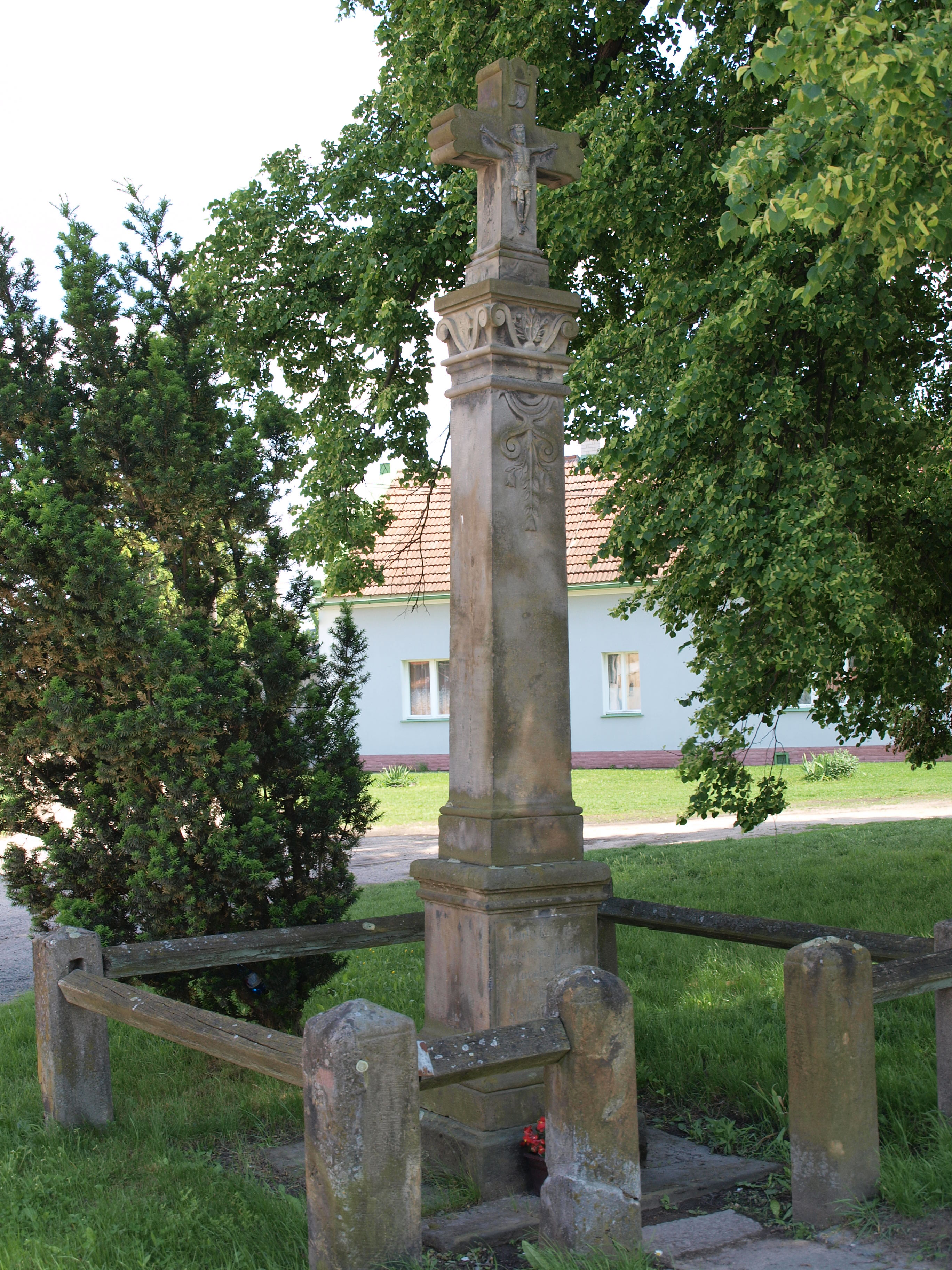
Krucifix na návsi.
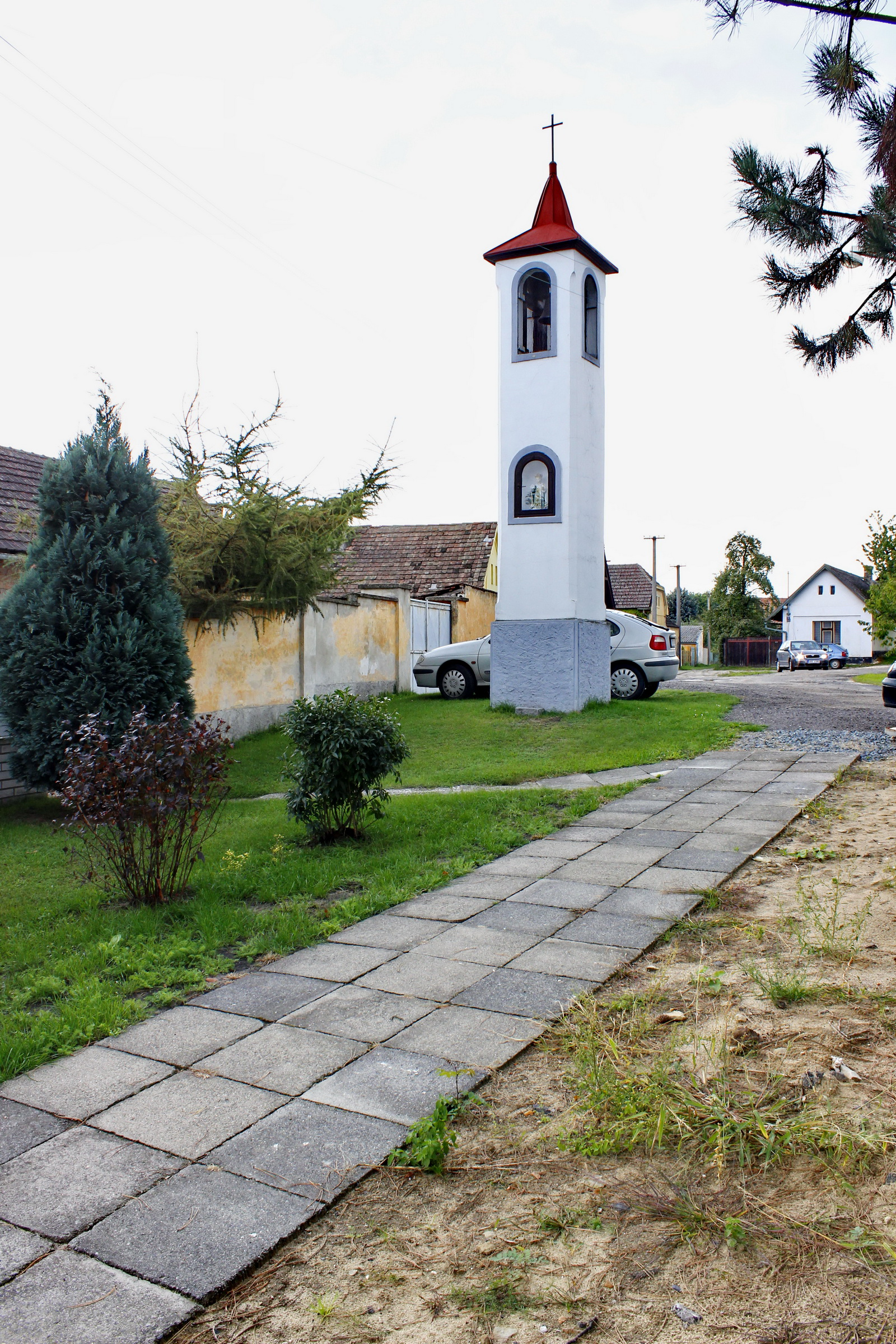
Zvonička před domem čp. 35.
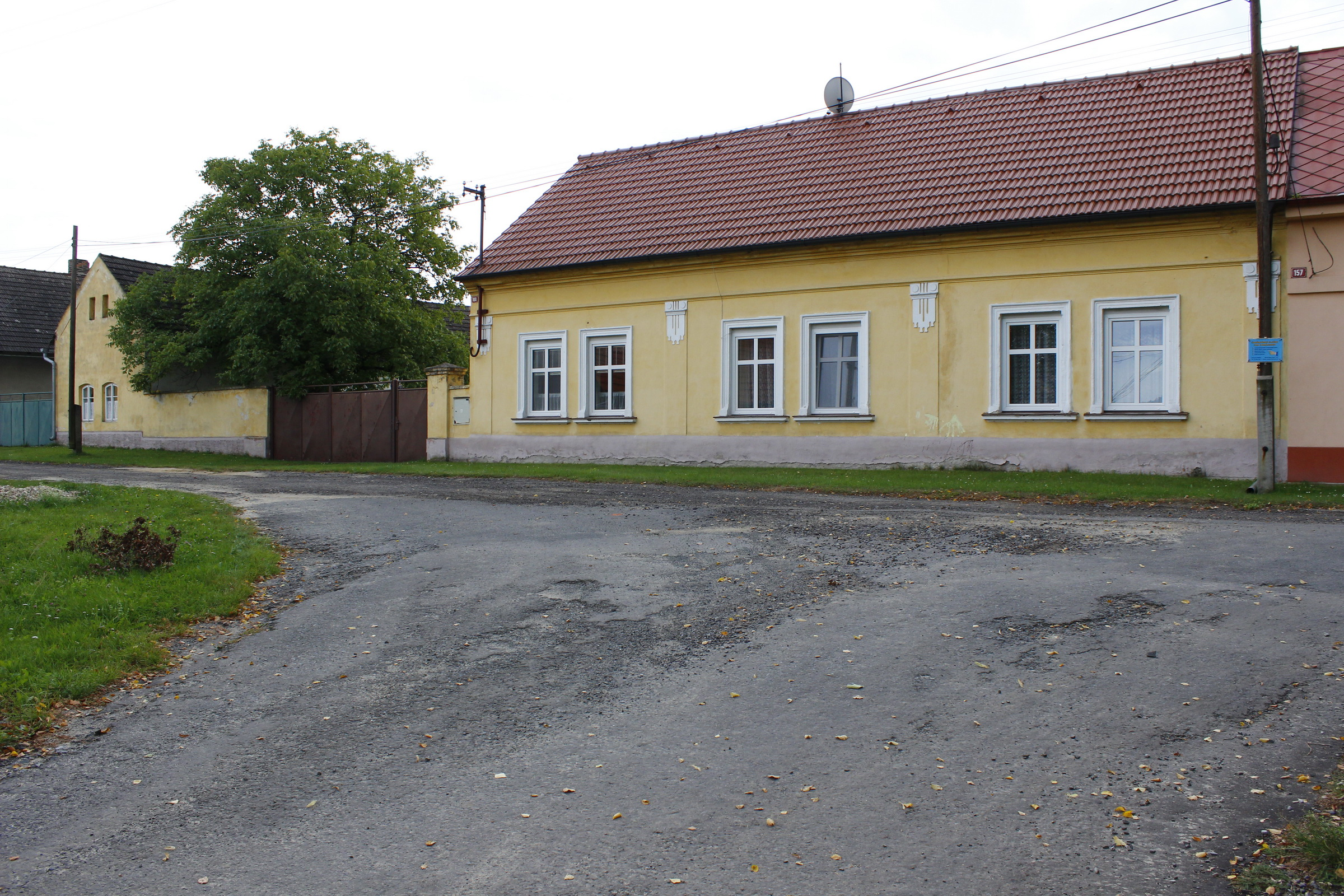
Venkovský dům čp. 100 s výminkem
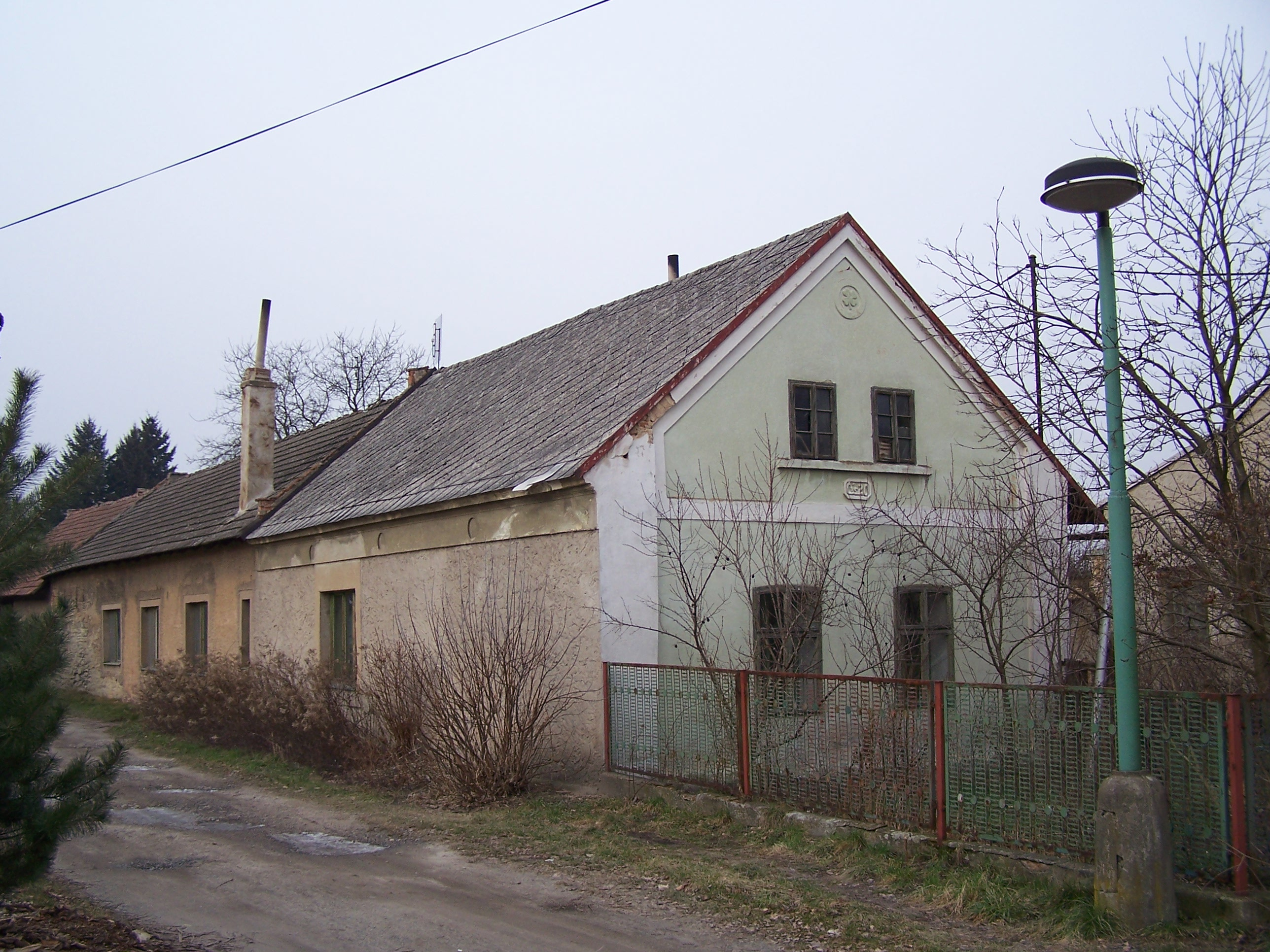
Venkovský dům čp. 20
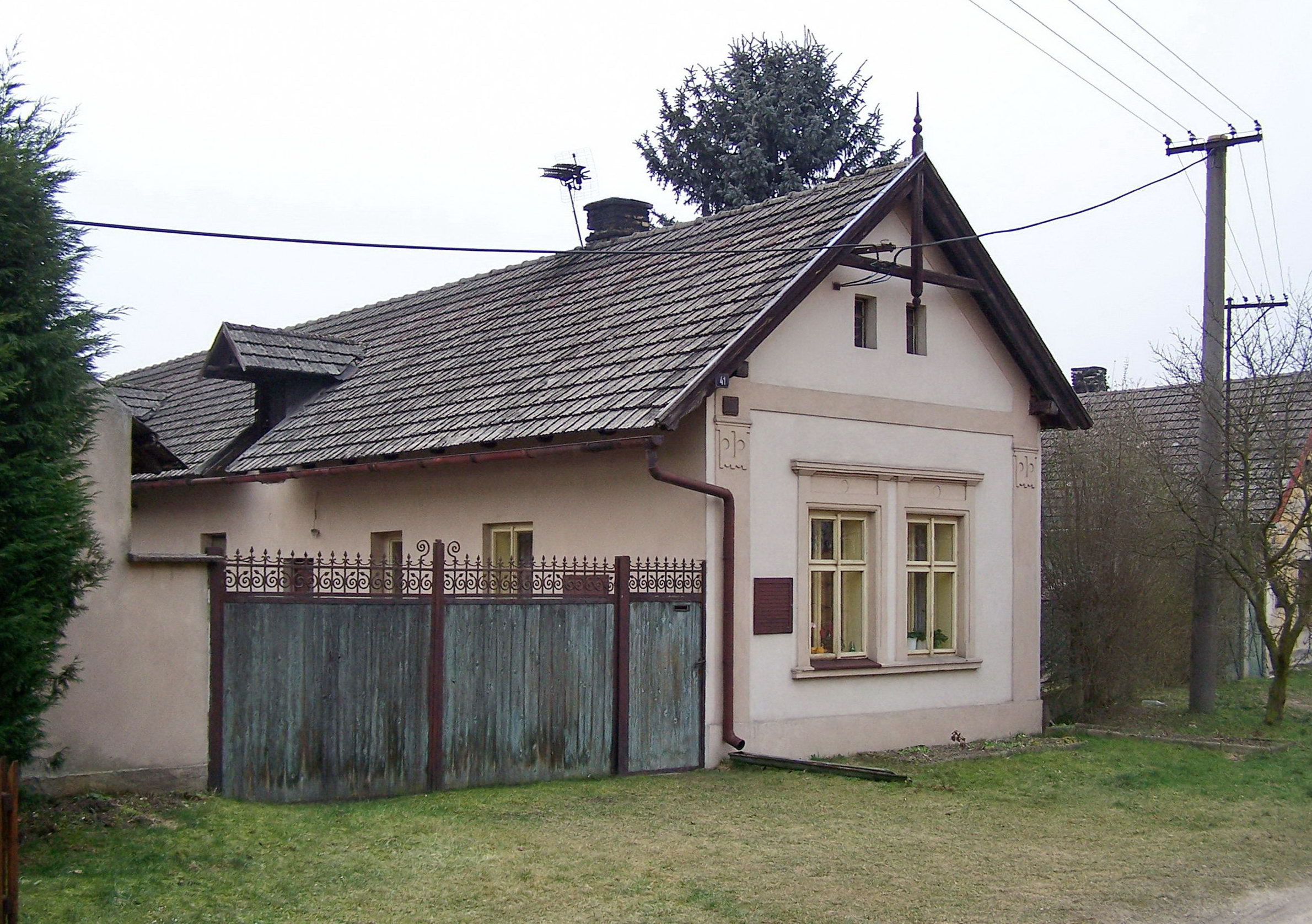
Venkovský dům čp. 41
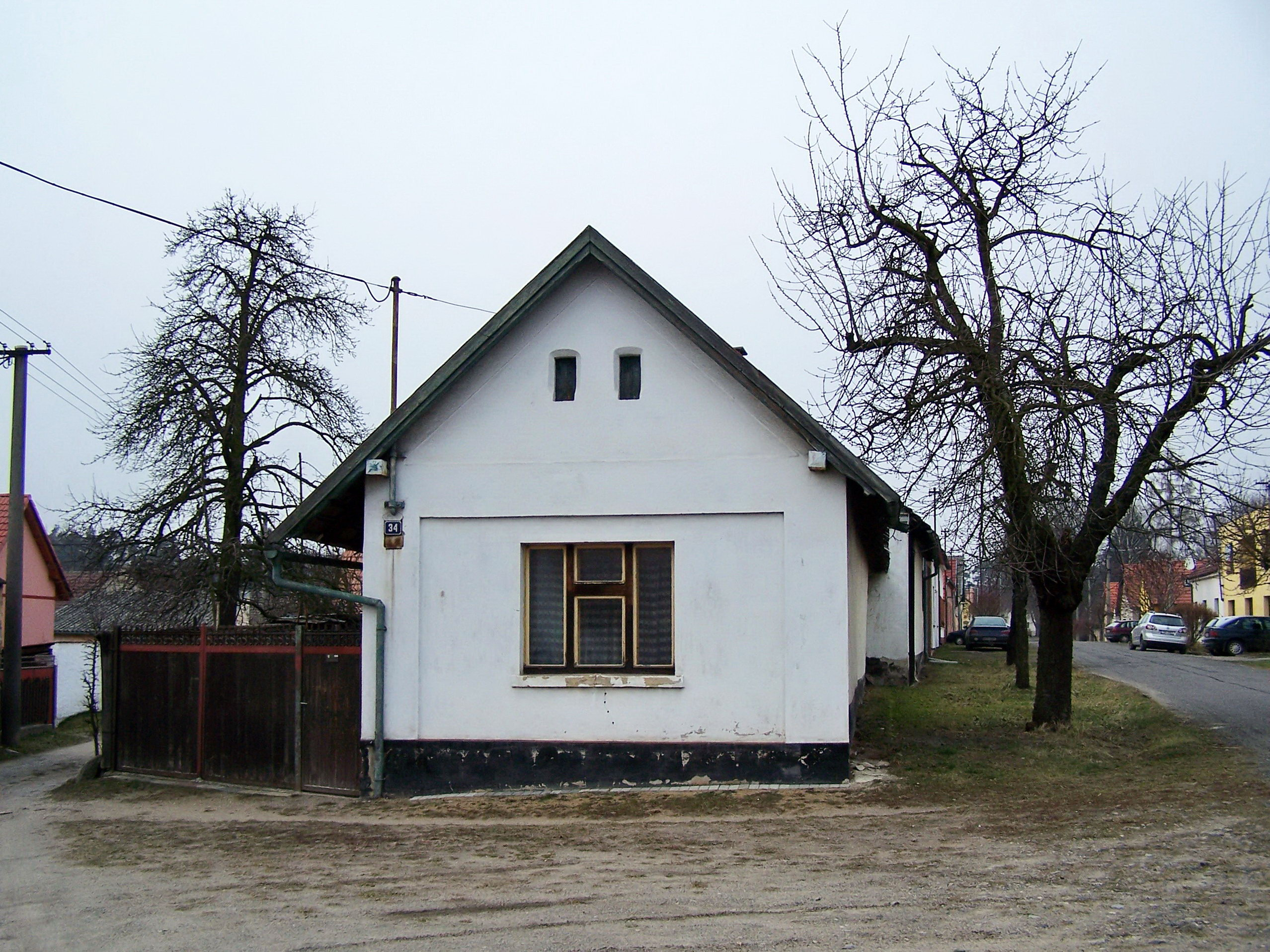
Venkovský dům čp. 34
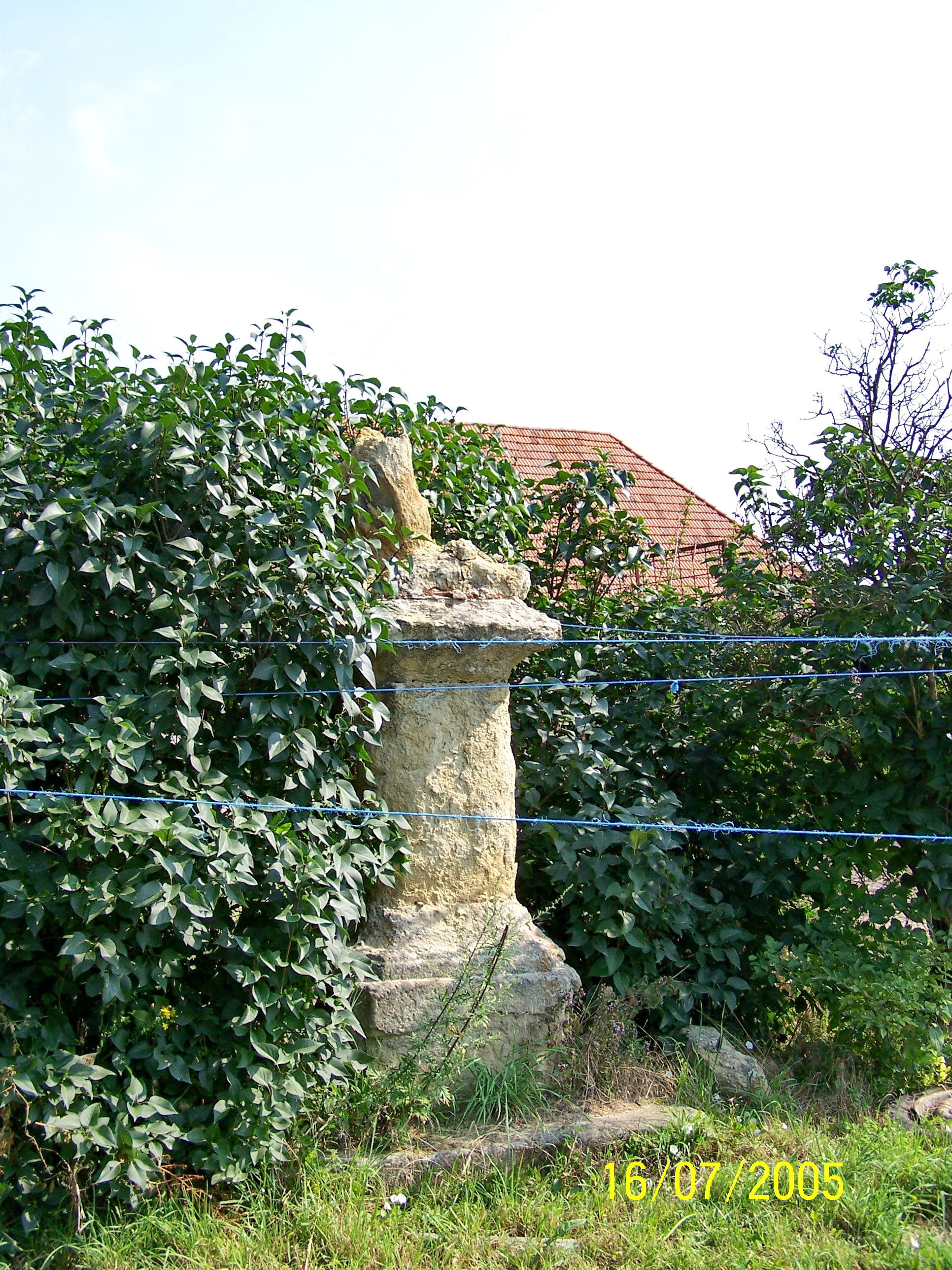
Pozůstatky sochy svatého Isidora ve dvoře Alžbětín. Stav v roce 2005 (v současné době deponováno).
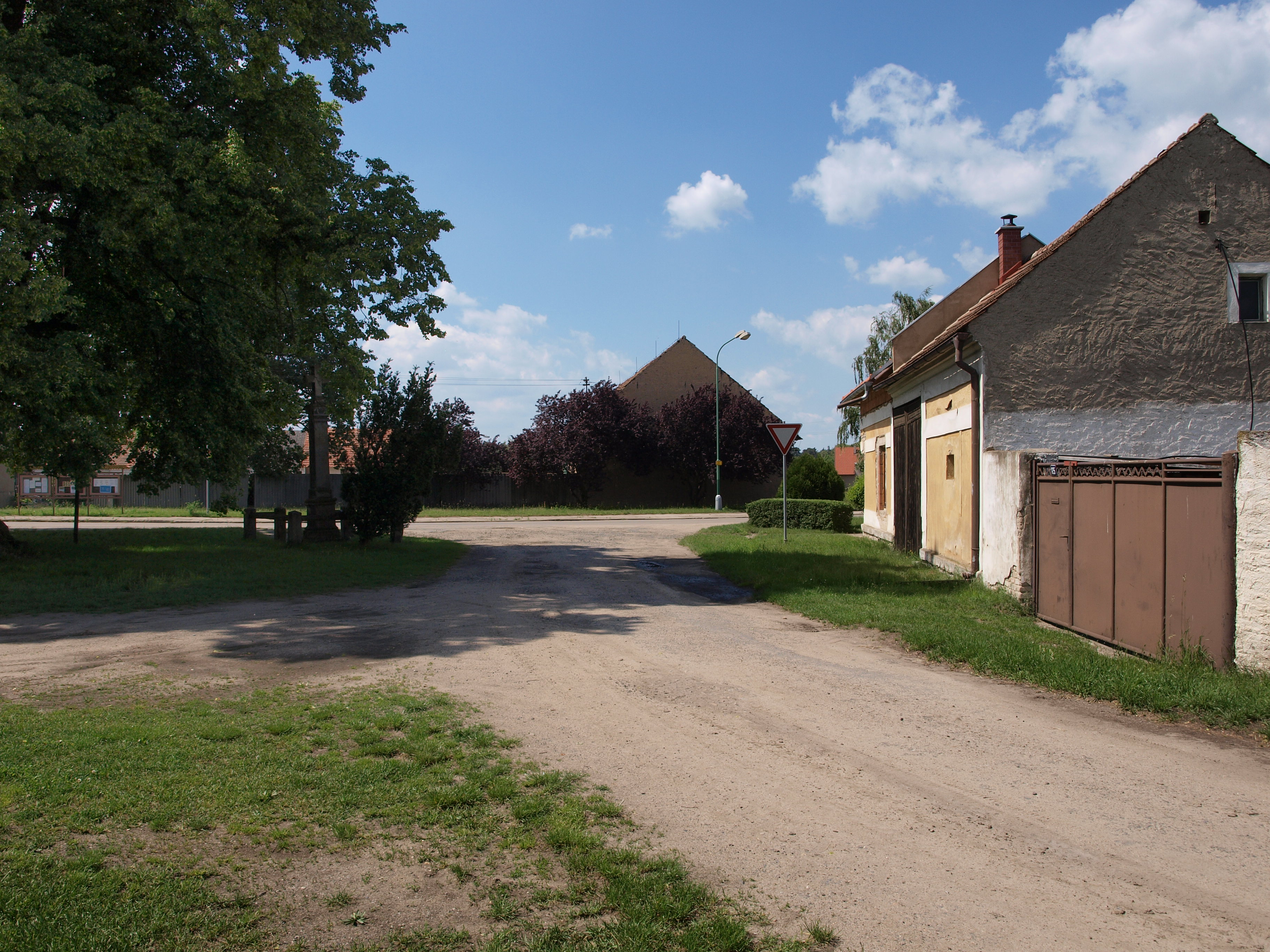
Pohled na náves.